# Geografia do Brasil
Geografia do Brasil refere-se aos aspectos físicos naturais do país que, com mais de 8,5 milhões de quilômetros quadrados de extensão, é o quinto maior país do mundo. Localizado na América do Sul, seu relevo apresenta-se relativamente suave, composto por grandes bacias sedimentares, das quais destaca-se a bacia Amazônica, cercada por planaltos de altitudes moderadas. O ponto culminante do Brasil é o Pico da Neblina, com 2 994 m acima do nível do mar. De forma geral, a origem geológica do território é antiga, cujas formas de relevo suaves são resultados do contínuo intemperismo dos escudos cristalinos.
Situado na zona tropical, ocorre o predomínio de climas quentes em boa parte do território, embora a pluviosidade varie desde regiões úmidas ao semiárido. No sul do Brasil, onde são registradas as menores temperaturas do país, o clima é subtropical. A abundância de chuvas em boa parte do território favorece a manutenção de uma das maiores redes hidrográficas do planeta, colocando o Brasil como principal detentor do potencial hídrico mundial. Grandes rios, como o Amazonas, São Francisco, Araguaia e Paraná, são os principais de suas grandes bacias de drenagem. Contudo, eventualmente o país enfrenta problemas dos extremos climáticos, como secas e inundações.
A diversidade climática propicia ainda a existência de uma rica biodiversidade, atestada pela alta densidade de espécies nos principais biomas. Destaca-se a Floresta Amazônica, no norte do país, onde um complexo equilíbrio ecológico proporciona a manutenção da maior floresta tropical do mundo. Ao longo do litoral, restam somente fragmentos da Mata Atlântica, desmatada desde o início da colonização. As plantas e animais do cerrado e da caatinga adaptaram-se aos períodos prolongados de seca que comumente atingem a faixa central do país.
O Brasil é banhado pelo oceano Atlântico a leste, em um litoral com trechos pouco recortados e com algumas centenas de ilhas costeiras. Somente cinco conjunto de ilhas estão mais afastadas da costa, dentre as quais o arquipélago de Fernando de Noronha e o Atol das Rocas.

## Distribuição e localização do território

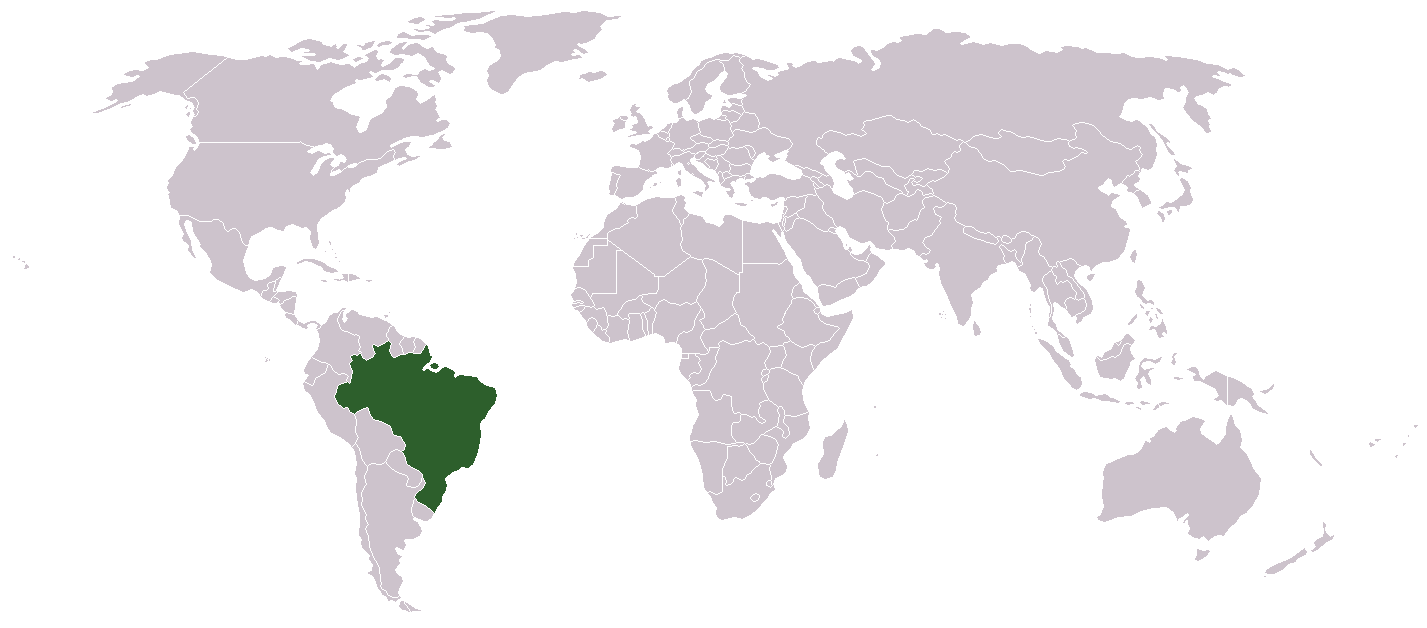
Localização do Brasil

Abrangendo uma área territorial de 8 515 767,049 km² (com inclusão das águas internas), o Brasil é o país de maior extensão da América do Sul. É ainda o terceiro das Américas e o quinto do mundo: apenas a Rússia, o Canadá, a República Popular da China e os Estados Unidos (com Alasca e Havaí) são mais extensos. É tão grande que em seu território cabem nações enormes como a Índia e a Austrália, e, por ser territorialmente muito extenso, o Brasil é tido como um país continental, ou seja, um país cujas dimensões geográficas são proporcionalmente continentais, sendo que seu território abrange 1,7% da área do globo terrestre, 5,7% das terras emersas da Terra, 20,8% da área das Américas e 47,3% do subcontinente sul-americano. Possivelmente é considerada tanto vantajosa quanto desvantajosamente a condição de país continental, no caso brasileiro. Por um lado, possui um grande espaço geográfico, com solos, climas e potencialidades produtivas diversificadas. Ao mesmo tempo, são encaradas dificuldades para a integração das populações habitantes desse território inteiro e para o atendimento às suas necessidades, o que, na sociedade, possivelmente é considerado como desvantagem.
Mesmo assim, o espaço físico do Brasil é tido como único fora do comum, uma vez que é quase todo vantajoso, não tendo desertos, geleiras ou cordilheiras — as denominadas áreas anecúmenas, que não permitem que o território seja plenamente ocupado —, da mesma forma que acontece com a maioria dos grandes países da Terra. No Canadá, exemplificando, ocorrem certas áreas deste tipo, como a Ilha de Baffin e a Ilha Ellesmere, invadidas por geleiras; nos Estados Unidos, os desertos do Arizona e do Colorado. Mas as florestas equatoriais igualmente são tidas como áreas anecúmenas por geógrafos, porque quaisquer dos desastres naturais não permitem que a agricultura e a pecuária sejam econômica e vantajosamente implantadas, porque o índice de fertilidade dos solos é pequeno e uma vez que há uma grande quantidade de pragas e moléstias. Assim, somente a Amazônia é uma região onde há limitação no aproveitamento ocupacional, já que as condições da floresta equatorial amazônica são desvantajosas.

### Localização, fronteiras e pontos extremos

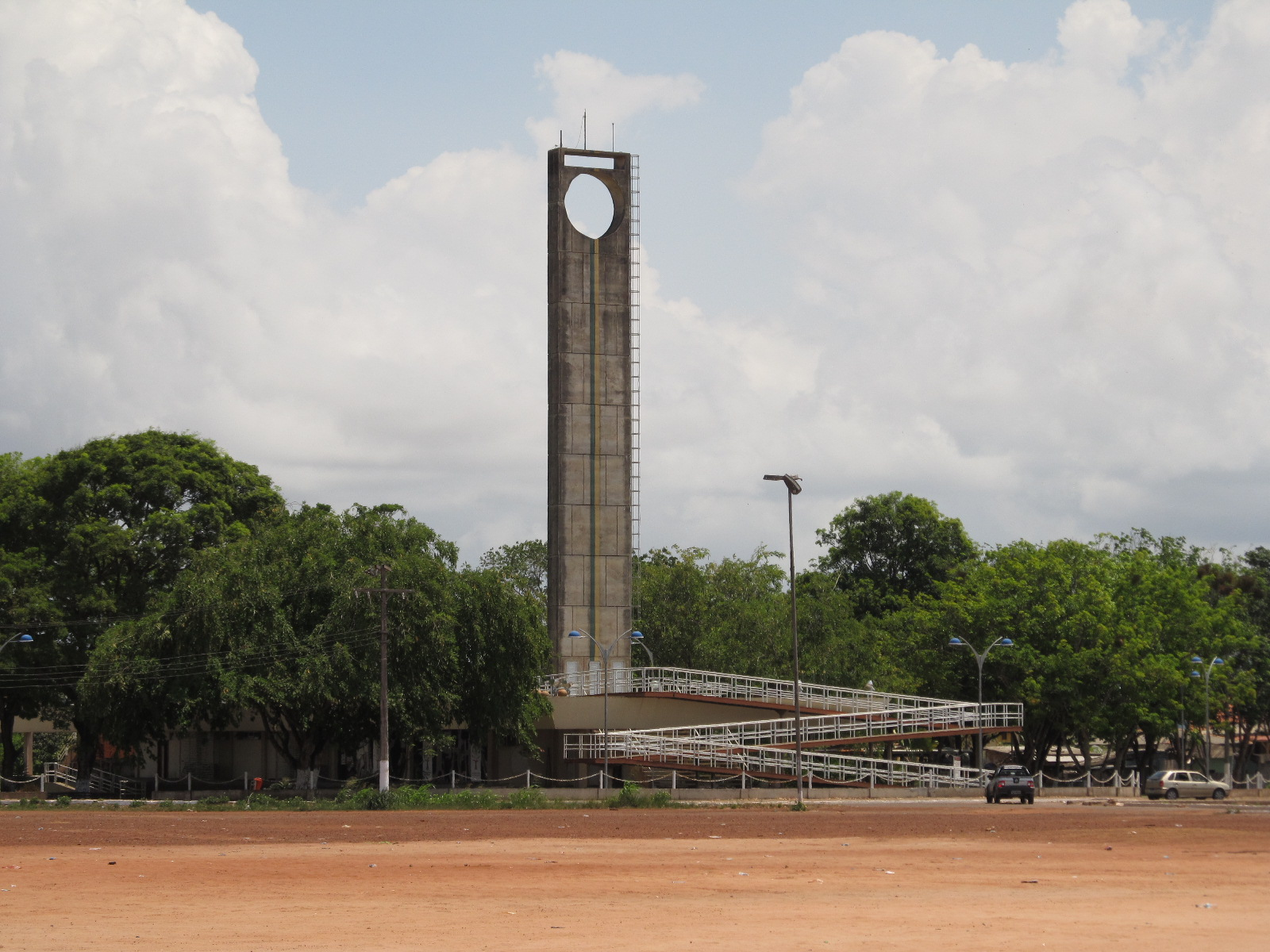
Marco Zero, que marca o local por onde passa a linha do equador em Macapá

O território brasileiro é cortado por dois círculos imaginários: a linha do equador, que passa pela embocadura do Amazonas, e o Trópico de Capricórnio, que corta o município de São Paulo. Assim, possui a maior parte do seu território situado no hemisfério sul (93%), na zona tropical (92%), a menor parte no hemisfério norte (7%) e a outra na zona temperada do sul (8%). Situa-se entre os paralelos 5°16'19" de latitude norte e 33°45'09" de latitude sul e entre os meridianos 34°45'54" de longitude leste e 73°59'32" de longitude oeste. Como o Brasil tem o formato aproximado de um gigantesco triângulo, é mais extenso no sentido leste-oeste do que no sentido norte-sul. Entretanto, como essas distâncias são quase iguais, costuma-se dizer que o Brasil é um país equidistante: a distância leste-oeste em linha reta alcança 4 328 km e norte-sul 4 320 km.

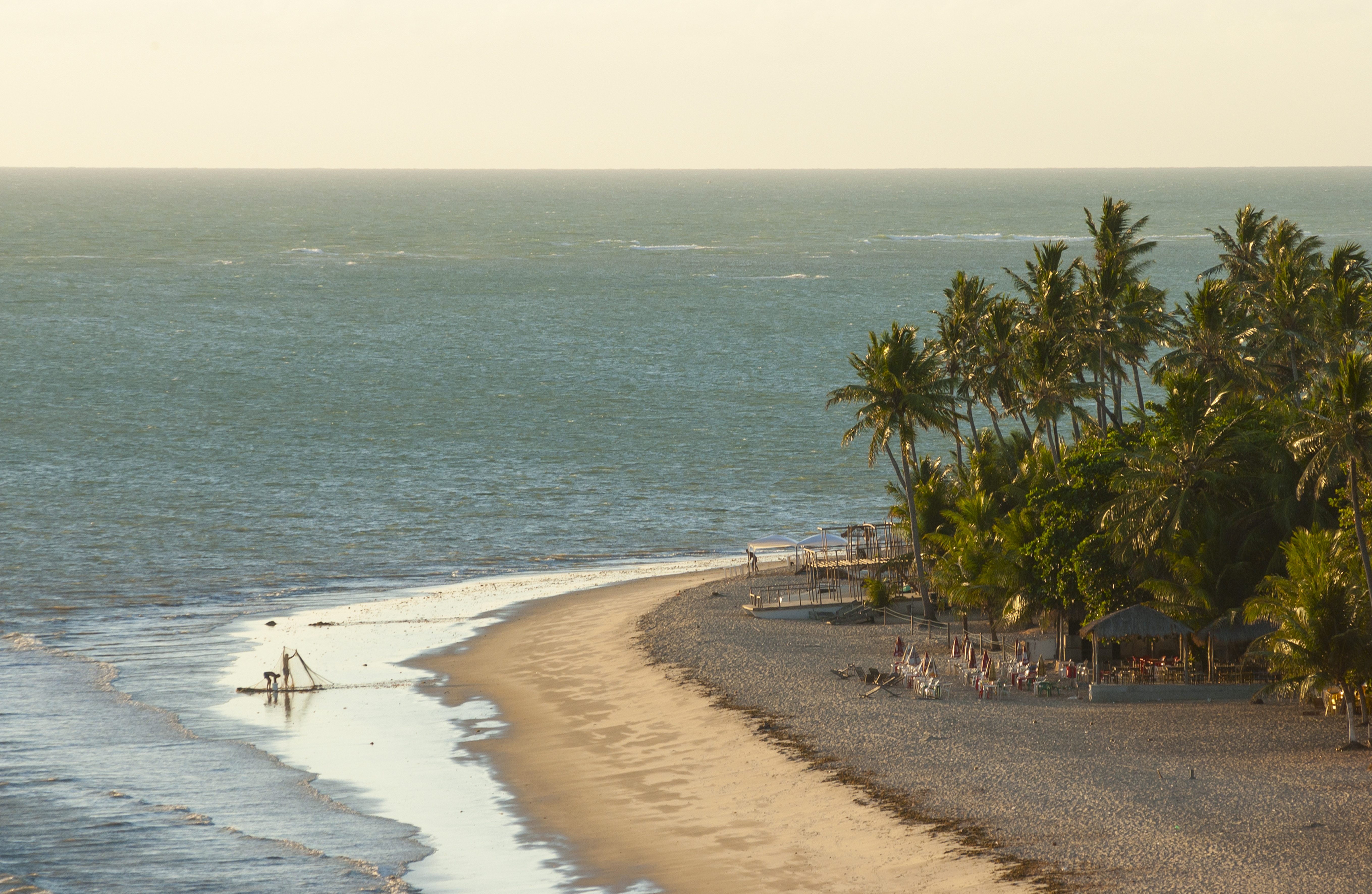
Na Praia do Seixas, em João Pessoa, está a Ponta do Seixas, o ponto mais extremo oriental do continente americano

O país ocupa uma vasta área ao longo da costa leste da América do Sul e inclui grande parte do interior do continente, compartilhando fronteiras terrestres com Uruguai ao sul; Argentina e Paraguai a sudoeste; Bolívia e Peru a oeste; Colômbia a noroeste e Venezuela, Suriname, Guiana e com o departamento ultramarino francês da Guiana Francesa ao norte. Compartilha uma fronteira comum com todos os países da América do Sul, exceto Equador e Chile, e engloba uma série de arquipélagos oceânicos, como Fernando de Noronha, Atol das Rocas, São Pedro e São Paulo e Trindade e Martim Vaz. Totalizam-se então 23 086 km de fronteira, sendo 15 791 km terrestres e 7 367 km marítimas. Os pontos extremos do território brasileiro são:
- Ao norte, a nascente do rio Ailã, no monte Caburaí, estado de Roraima (5° 16' de latitude norte), na fronteira com a Guiana;[10]
- Ao sul, o Arroio Chuí, no Rio Grande do Sul (33° 45' de latitude sul), fronteira com o Uruguai;[10]
- O extremo leste da parte continental do Brasil é a Ponta do Seixas, em João Pessoa, na Paraíba (34° 47' de longitude oeste); porém, os arquipélagos de Fernando de Noronha, Atol das Rocas, São Pedro e São Paulo e Trindade e Martim Vaz ficam ainda mais a leste, sendo o extremo leste absoluto do território brasileiro uma ponta sem nome na Ilha do Sul do arquipélago de Martim Vaz, a cerca de 28° 50' de longitude oeste;[10]
- A oeste, a serra da Contamana ou do Divisor, no Acre (73° 59' de longitude oeste), na fronteira com o Peru.[10]

### Divisão política

Evolução da divisão administrativa do Brasil

O Brasil é uma Federação constituída pela união indissolúvel de 26 estados-membros, um Distrito Federal e municípios, agrupados no interior de cinco regiões. Dentre os 26 estados, 17 são litorâneos e nove são interioranos. Existe ainda outra forma de regionalização não oficial criada por especialistas em geografia, na qual o país é dividido em três complexos geoeconômicos, chamados de Amazônia, Nordeste e Centro-Sul. Essas regiões não se baseiam em fronteiras, mas sim em aspectos histórico-econômicos. Há cerca de 5 570 municípios em todo território nacional, alguns com população maior que a de vários países do mundo (cidade de São Paulo com mais de onze milhões de habitantes), outros com menos de mil habitantes; alguns com área maior do que vários países no mundo (Altamira, no Pará, é quase duas vezes maior que Portugal), outros com menos de quatro quilômetros quadrados. Os municípios em geral têm como sede a cidade, chamada de distrito-sede na maior parte dos casos em que o território municipal é dividido em distritos.
As divisões políticas têm como objetivo o controle administrativo do território nacional e foram configuradas, cronologicamente, com a implementação das donatarias, as Capitanias Hereditárias e as Províncias e, finalmente, os estados e suas atuais divisões em distritos e os municípios. A elaboração da divisão em macrorregiões foi instituída em 1970, ao mesmo tempo que a disposição da área dos estados do território brasileiro se encontrava praticamente definida; somente Mato Grosso do Sul e Tocantins foram criados posteriormente à década de 70. Ainda hoje uma série de propostas de criação de unidades federativas do Brasil tramita na Câmara dos Deputados e no Senado Federal, embasadas, em geral, no objetivo de dar autonomia às sociedades locais.

### Fusos horários

Fusos horários e horário de verão no Brasil em 2019.
UTC −5
UTC −4
UTC −3
UTC −2

O território brasileiro, incluindo as ilhas oceânicas, possui quatro fusos horários, todos a oeste do meridiano de Greenwich (longitude 0°). Em cada faixa de 15° entre pares de meridianos ocorre a variação de uma hora. Isso significa que o horário oficial no Brasil varia de 2 a 5 horas a menos em relação ao Tempo Universal Coordenado (UTC) — adotado em substituição ao Greenwich Mean Time (GMT) em 1986. O primeiro fluxo engloba as ilhas oceânicas (longitude 30° O) e tem 2 horas a menos que a UTC; o segundo (45° O) tem 3 horas a menos (UTC−3) e é a hora oficial do Brasil (horário de Brasília), abrangendo o Distrito Federal, Pará, Amapá, Tocantins, Goiás e as regiões Sul, Sudeste e Nordeste; o terceiro (60° O), que tem quatro horas a menos, inclui Mato Grosso do Sul, Mato Grosso, Roraima, Rondônia e grande parte do Amazonas; e o quarto e último fluxo engloba o estado do Acre e uma pequena parte do oeste do Amazonas.
Em 2008, um projeto de lei, sancionado pelo então presidente Luiz Inácio Lula da Silva, fez com que o fuso de UTC−5 fosse extinto no país, com sua respectiva região, integrando, a partir de então, o fuso de UTC−4. Além disso, todo o estado do Pará passou a integrar um único fuso horário, o de UTC−3. Porém, em 2010, realizou-se um referendo para a população do Acre e de parte do Amazonas, optando-se então pelo restabelecimento do horário antigo, efetuado oficialmente em 2013. Com isso, o fuso UTC−5 foi retomado, mas o Pará continua a fazer parte integralmente do fuso UTC−3.

#### Horário de verão
Houve vários períodos em que o horário de verão não foi adotado, porém, em todos os anos entre 1985 e 2018 deu-se a adoção do horário, no qual os relógios de parte dos estados são adiantados em uma hora num determinado período do ano. No período de outubro a fevereiro, é estabelecido o horário de verão nas regiões Sudeste, Centro-Oeste e Sul de maneira regular. Nesses lugares, durante o verão, a duração do dia era significativamente maior do que a duração da noite, pois a mudança de horário retarda a entrada elétrica quanto ao pico de consumo de energia elétrica, quando as luzes das casas são acesas. Com isso o governo estimava diminuir em 1% o consumo nacional de energia. Nos outros estados a pequena diferença de duração entre o dia e noite em todas as estações do ano não favorece a adoção do novo horário.
Em 25 de abril de 2019, o presidente Jair Bolsonaro assinou um decreto revogando o horário diferenciado no Brasil, com a alegação de que representaria uma economia de energia relativamente baixa e poderia causar desgaste na saúde da população. Além disso, segundo o Ministério de Minas e Energia, o horário de maior consumo de energia passou do período da noite para o meio da tarde.

## Geomorfologia

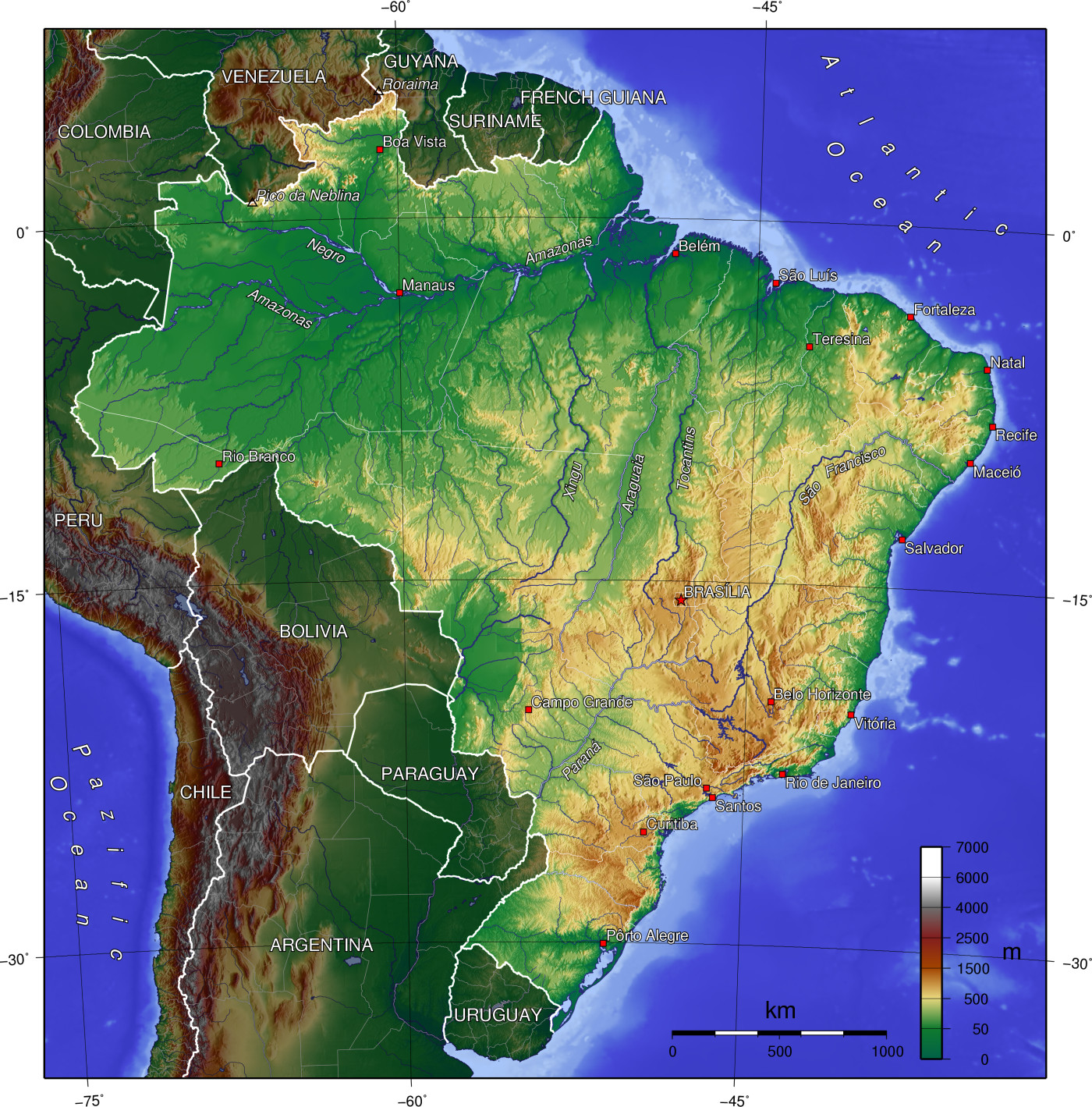
Mapa topográfico do Brasil. O relevo mais acidentado encontra-se no centro do país, no grande Planalto Central, enquanto que as terras baixas estão ao longo de grandes bacias, como a Bacia Amazônica

Situado na porção centro-leste da América do Sul, longe das bordas das placas tectônicas, o Brasil é formado por terrenos antigos e composições de relevo que foram esculpidas ao longo de bilhões de anos sobretudo pelo intemperismo, além de processos geológicos como orogênese e subsidência. A configuração geomorfológica atual do território começou a delinear-se somente a partir do período Cretáceo, quando a deriva continental levou ao surgimento do oceano Atlântico.

### Geologia
A formação geológica do território brasileiro apresenta origens antigas, que remontam ao período Pré-Cambriano. Dessa forma, as formações litológicas antigas passaram por várias fases erosivas que acabaram por desgastá-las e, ao mesmo tempo, dar origem a grandes bacias sedimentares. O Brasil situa-se no centro da Placa Sul-Americana, que tem em sua extremidade oeste a Cordilheira dos Andes e a leste a Dorsal Mesoatlântica.
Os terrenos expostos mais antigos correspondem aos crátons, formados por rochas metamórficas cuja idade encontra-se entre 2 e 4,5 bilhões de anos. O cráton amazônico, dividido entre as porções norte e sul, apresenta predominantemente rochas intrusivas, como granito, além de depósitos sedimentares residuais. Destacam-se, ainda, com características similares, o cráton São Francisco, que se estende do norte de Minas Gerais ao centro da Bahia, e o cráton Sul-riograndense.

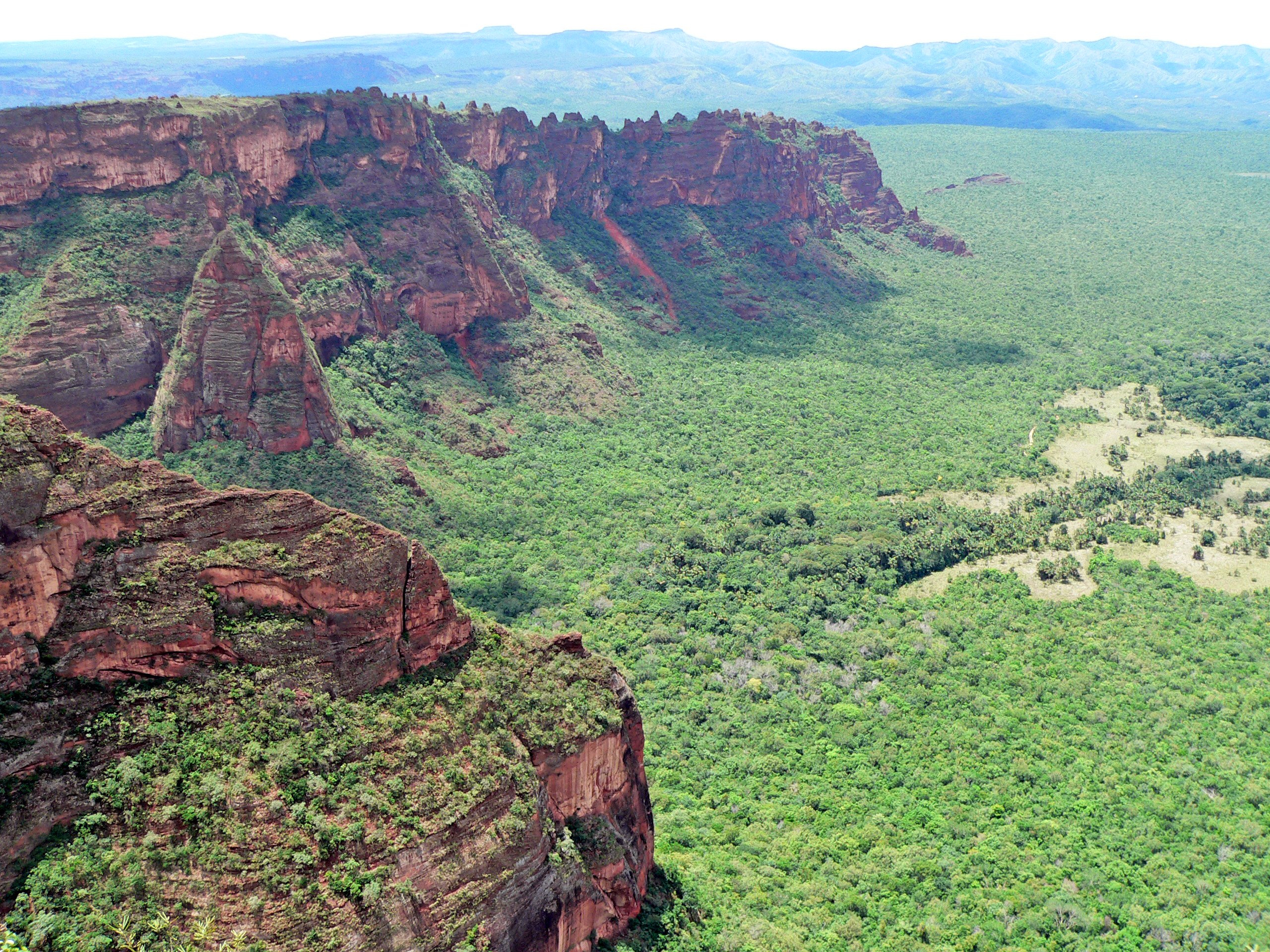
Chapada dos Guimarães, no estado do Mato Grosso. A intensa erosão dos escudos cristalinos deu origem às bacias sedimentares

Grandes cinturões orogênicos, processos que deram origem a cadeias de montanhas, desenvolveram-se também ao longo do período Pré-Cambriano. Dessa forma, três grandes cadeias montanhosas surgiram. A primeira delas, o cinturão orogênico do Atlântico, estende-se desde o leste da Região Nordeste até o litoral do Rio Grande do Sul. Nesta área existe uma grande complexidade de formações estruturais e litológicas, prevalecendo rochas metamórficas como gnaisses, migmatitos, quartzitos e micaxistos. Neste cinturão atualmente encontram-se importantes cadeias montanhosas, incluindo a Serra da Mantiqueira e a Serra do Espinhaço, moldadas pelo intemperismo, além de falhas geológicas. O cinturão orogênico de Brasília, por sua vez, estende-se desde o sul do Tocantins até o sudeste de Minas Gerais. Nesta região surgiram serras estreitas e alongadas, por vezes com a ocorrência de chapadas. Dentre as principais, destacam-se a Serra da Canastra e a Chapada dos Veadeiros. Por fim, o cinturão orogênico Paraguai-Araguaia estende-se desde o norte de Goiás até o sul do Mato Grosso e ressurge no sul do Pantanal, na serra da Bodoquena. É constituído por uma cadeia de serras oriundas de dobramentos antigos que ainda estão parcialmente preservados.

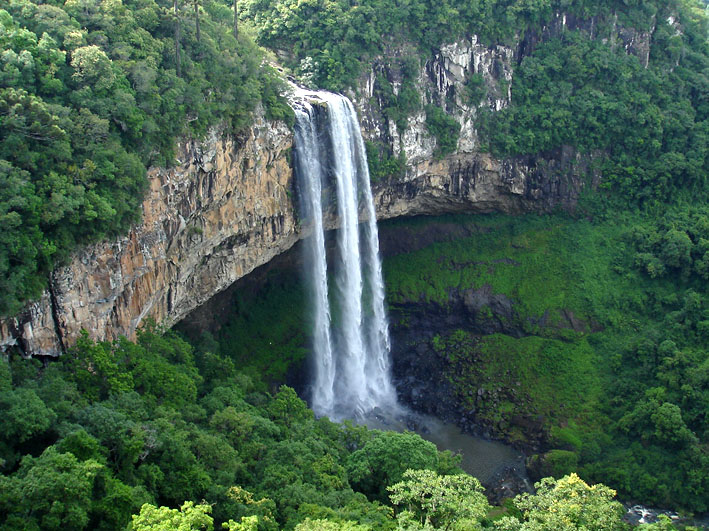
A Cascata do Caracol, no Parque Estadual do Caracol no Rio Grande do Sul, despenca sobre o paredão basáltico na formação Serra Geral, originada no derramamento da bacia do Paraná

O processo de erosão nos escudos cristalinos antigos criou grandes bacias sedimentares, sendo que no território brasileiro são três principais: a Bacia Amazônica, a do Parnaíba ou Maranhão, e a do Paraná. Os sedimentos foram sendo depositados ao longo do período fanerozoico, nos últimos 600 milhões de anos, dando origem a diferentes tipos de rochas sedimentares, como arenitos, siltitos e argilitos. Em especial na bacia do Paraná, derramamentos de lava ocorridos entre o período Jurássico e Cretáceo fizeram com que camadas de rochas magmáticas se depositassem sobre a camada de rochas sedimentares. Processos de epirogênese foram os responsáveis pelo soerguimento das bacias, e também pelo surgimento das escarpas em escudos cristalinos que, por sua vez, deram origem às escarpas das serras da Mantiqueira e do Mar. Por isso, no relevo atual podem ser encontrados terrenos sedimentares com cotas superiores à de escudos cristalinos. Dessa forma, as bacias sedimentares passaram por um intenso processo de erosão em suas bordas, originando depressões periféricas. No período Mesozoico, as bacias receberam a maior parte dos sedimentos que as compõem. Já no período Cenozoico, depósitos importantes ocorreram na parte ocidental da Bacia Amazônica e no litoral da Região Nordeste (período terciário) e, mais recentemente, na planície do Pantanal, na Ilha do Bananal e ao longo do curso do rio Amazonas e seus principais afluentes.

#### Recursos minerais

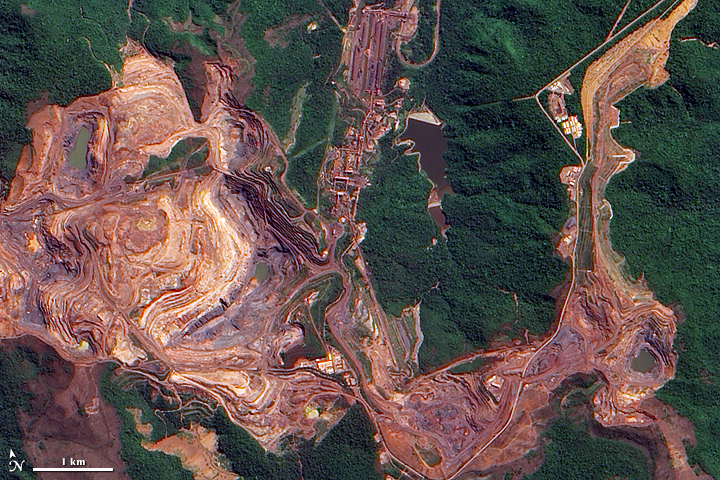
Imagem de satélite de uma mina da Serra dos Carajás, no Pará, uma das importantes regiões de mineração do Brasil

O Brasil detém uma parcela considerável dos recursos minerais do mundo, razão pela qual é um dos principais exportadores de minérios. Mais de uma centena de substâncias minerais são extraídas do solo brasileiro, das quais destaca-se a produção de ferro (sobretudo no Quadrilátero Ferrífero) e nióbio, elementos dos quais o país é o maior exportador mundial. É importante ainda a extração de caulim, tantalita, bauxita, grafita, amianto, cassiterita, magnesita, vermiculita, rochas ornamentais, talco, rocha fosfática e ouro.
As reservas brasileiras de petróleo e gás natural concentram-se principalmente em regiões oceânicas ao longo do litoral, além de quantidades menores na Amazônia. Reservas importantes foram descobertas recentemente na camada pré-sal. Reservas importantes de carvão mineral encontram-se concentradas na Região Sul, destinadas sobretudo a alimentar as usinas termelétricas do país. A produção de urânio está concentrada em uma única jazida em Caetité, na Bahia, onde é encontrada a uraninita, destinada às usinas nucleares do país.

### Relevo

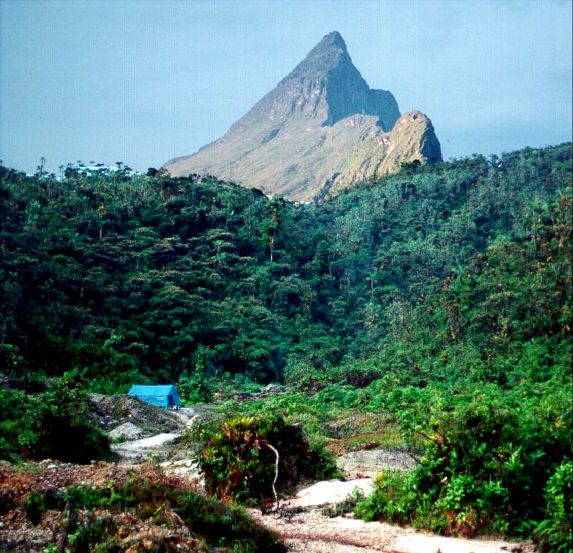
O Pico da Neblina, ponto culminante do Brasil

O território brasileiro apresenta relevo relativamente pouco acidentado, sem grandes e elevadas cadeias montanhosas. Isto se deve ao fato de que as estruturas geológicas do país, em sua maioria, são antigas. Por esta razão, as rochas dos escudos cristalinos, originados no pré-cambriano, passaram por um longo processo de intemperismo e erosão, criando formas de relevo mais suaves, assim como grandes bacias sedimentares, que datam, em sua maioria, dos períodos Cenozoico e Mesozoico.
O ponto culminante do Brasil, o Pico da Neblina, encontra-se na Serra do Imeri, no norte do Amazonas, com altitude de 2 993,8 metros acima do nível do mar, conforme obtido pelo Projeto Pontos Culminantes do Brasil. Em segunda posição está o Pico 31 de Março, na mesma cadeia montanhosa, com 2 972,7 metros. O Pico da Bandeira, na Serra do Caparaó, ocupa o terceiro lugar, com 2892 metros, e a Pedra da Mina, na Serra da Mantiqueira, a quarta posição, com 2 798,4 metros. Contudo, a maior parte do território brasileiro possui cota inferior aos 1 000 metros.
As unidades do relevo brasileiro são normalmente divididas entre planícies, planaltos e depressões, de acordo com a classificação de Jurandyr Ross, elaborada, sobretudo, com base na classificação de Aziz Ab'Saber e nos dados do Projeto Radambrasil.

#### Planaltos
Os planaltos são caracterizados por serem circundados por grandes depressões, o que torna evidente a maior resistência de suas rochas a processos erosivos em relação às áreas adjacentes. Planaltos localizados em bacias sedimentares são comumente caracterizados pela presença de cuestas em seus limites. Dentre estas unidades estão os planaltos da Bacia Amazônica oriental e ocidental, além dos planaltos e chapadas da bacia do Rio Parnaíba e da Bacia do Paraná.
Planaltos em estruturas cristalinas são caracterizados pela presença de serras e morros associados a intrusões vulcânicas e dobramentos antigos. Dentre estas unidades, estão os planaltos residuais norte amazônicos, sul amazônicos e a Chapada dos Parecis. O Planalto da Borborema e o Planalto Sul-rio-grandense foram formados a partir do soerguimento de dobramentos antigos. Grandes planaltos em cinturões orogênicos estão localizados sobretudo no centro e no sudeste do país, caracterizados por grandes cadeias de serras, remanescentes das estruturas de dobramentos antigos atacadas pelo intenso processo erosivo. Dentre as cadeias montanhosas situadas neste planalto estão a Serra da Mantiqueira e a Serra do Espinhaço. Este conjunto constitui o Planalto Brasileiro, que ocupa uma grande extensão no interior do país.

#### Depressões

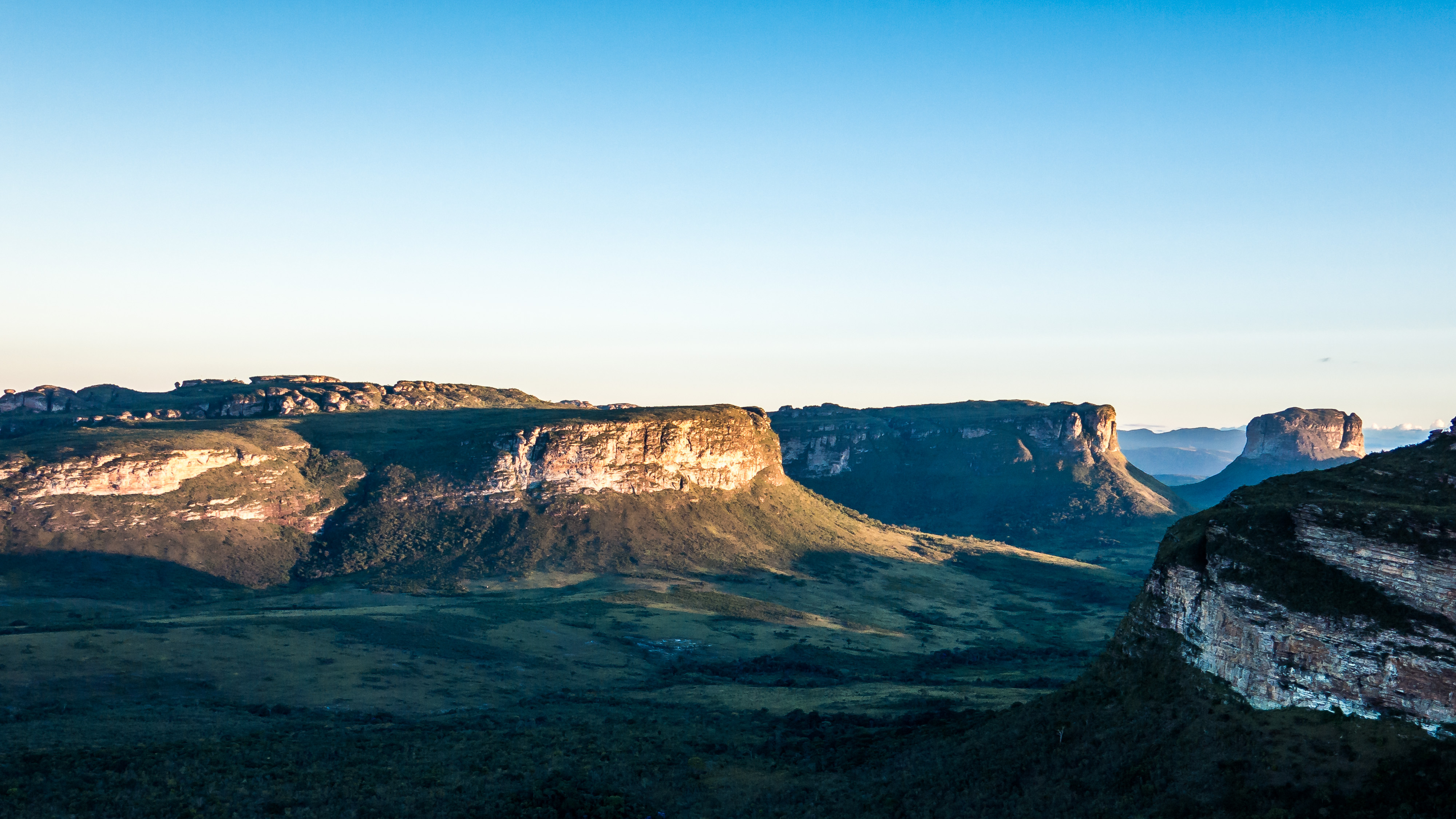
A erosão do escudo cristalino na Chapada Diamantina ajuda a formar as depressões logo abaixo

Estas unidades de relevo são marcadas pelo intenso processo erosivo em escudos cristalinos, interpondo-se entre os planaltos e as planícies. Embora os planaltos também exibam marcas do intemperismo, as depressões foram ainda mais afetadas pelas variações paleoclimáticas, sobretudo ao longo dos períodos Terciário e Quaternário.
Contudo, a depressão da Amazônia ocidental distingue-se das demais por ter uma gênese diferenciada, a partir de processos fluviais que acabaram por dar origem a um terreno aplainado e com pequenas e baixas colinas suaves. As demais depressões, que normalmente são cercadas por escudos cristalinos, encontram-se em grandes bacias. Dentre elas, podem ser destacadas as depressões norte e sul amazônica, do Alto Paraguai e do Guaporé, do Araguaia e do São Francisco, também conhecida como Pernambucana.

#### Planícies

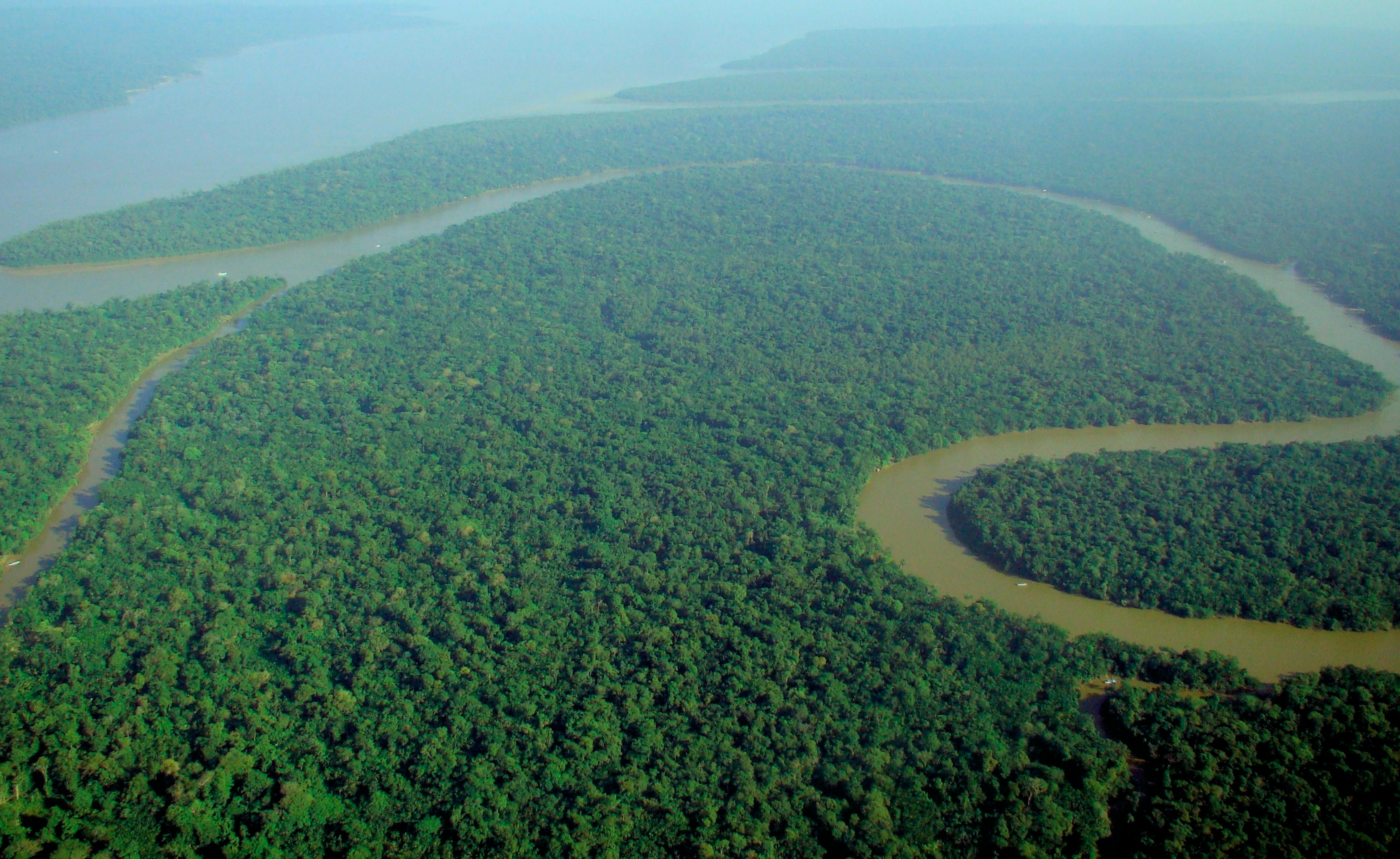
A planície amazônica se estende ao longo dos principais rios da bacia, como o Rio Solimões

As planícies são formadas a partir da deposição de sedimentos de origem fluvial, lacustre ou marinha, caracterizadas por sua topografia plana. No interior do país, encontram-se associadas a grandes rios. Uma das principais é a Planície Amazônica, que segue ao longo do Rio Amazonas e seus principais afluentes. Outras planícies importantes são a do Guaporé, a do Araguaia e a do Paraguai. Esta última constitui parte do Pantanal, uma grande planície alagável, com biodiversidade peculiar.
No extremo litoral sul, encontra-se a planície das lagoas dos Patos e Mirim, formada a partir de depósitos lacustres e marinhos. Ao longo do litoral, existem planícies de pequena extensão, normalmente associadas à foz de rios importantes, como o Rio Doce e o Rio Paraíba do Sul.

### Pedologia
Devido à heterogeneidade das condições geológicas e ambientais do território brasileiro, uma grande diversidade de solos é encontrada por todo o país. Para sistematizar a classificação, foi criado o Sistema Brasileiro de Classificação de Solos, que inclui em si as características peculiares encontradas no território.
Os latossolos são os mais representativos do país, ocupando uma grande extensão espalhada ao longo de todo o território. Possuem um bom potencial agrícola quando corretamente corrigidos com a adição de calcário e fertilizantes químicos. Neossolos, por outro lado, são pouco desenvolvidos, ou seja, estão pouco degradados e apresentam uma grade fração de pedras, sendo, portanto, não utilizáveis para a agricultura. Nitossolos, por outro lado, possuem alta fertilidade, mas são encontrados em faixas restritas, cobrindo menos de 1% da superfície nacional. Organossolos, ricos em matéria orgânica, ocorrem por todo o país, contudo somente em pequenas áreas. É notável, ainda, a terra preta da Amazônia, um solo antropogênico altamente fértil, desenvolvido por povos indígenas há milhares de anos.

### Riscos geológicos

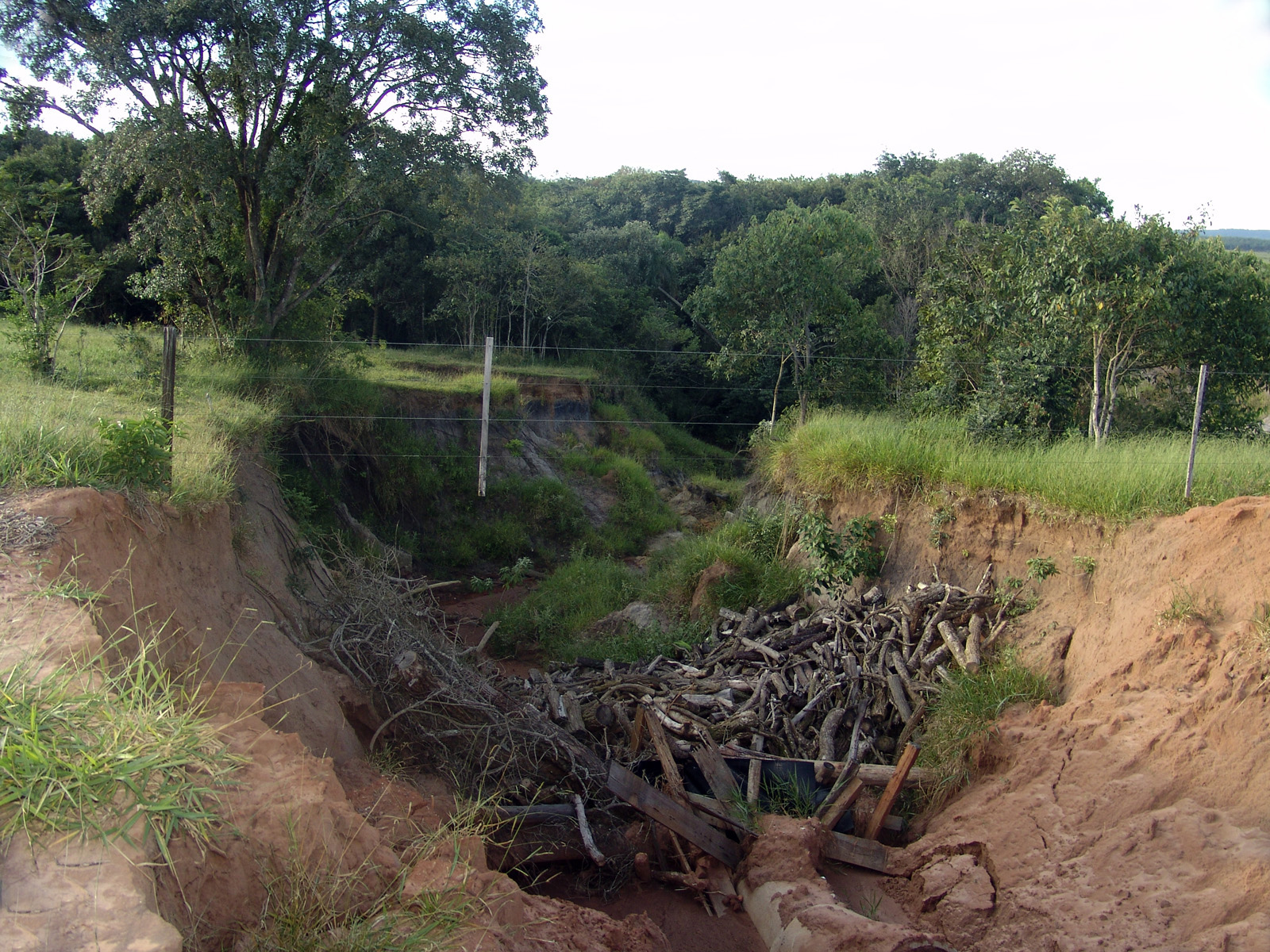
Voçoroca em Avaré, São Paulo

Os principais desastres naturais que ocorrem no Brasil são inundações e deslizamentos de terra. Estes problemas ocorrem por todo o território, mas sua frequência é maior em grandes metrópoles nas Regiões Sudeste e Nordeste, principalmente na cidade do Rio de Janeiro, em sua região serrana, e em Recife, onde a ocupação desordenada é responsável por grandes prejuízos. Áreas instáveis, onde uma fina camada de solo recobre as rochas no interior das montanhas, perdem a estabilidade ao serem ocupadas sem o devido planejamento.
Subsidências também ocorrem pontualmente, causadas pela acomodação do solo em cavidades criadas pela dissolução de rochas calcárias, criando desde pequenas depressões até grandes afundamentos. Em algumas cidades litorâneas, principalmente no Maranhão e no Rio de Janeiro, a sedimentação eólica também é responsável por grandes prejuízos, onde dunas móveis avançam sobre a zona urbana e estradas. Ao longo de vários locais na costa, a erosão marinha causa transtornos, e tende a se tornar cada vez mais intensa, com o aumento do nível do mar.
A erosão hídrica, causada principalmente pelos ciclos de chuva, é responsável pela perda de grandes áreas cultiváveis e danos à infraestrutura. Este problema se torna mais intenso conforme ocorre o desmatamento e a ocupação e manejo inadequado do solo. Na Amazônia, é comum ainda a erosão fluvial, em que a própria dinâmica dos rios desgasta suas margens, causando seu colapso.
O território brasileiro está livre da ocorrência de grandes terremotos por estar situado no centro da Placa Sul-Americana. Contudo, pequenos sismos, que atingem até 5 pontos na escala Richter são comuns, sendo que somente uma morte causada por um terremoto foi registrada até o presente momento, em Itacarambi, Minas Gerais. Não há também ocorrências de desastres relacionados a vulcanismos e tsunamis.

## Clima

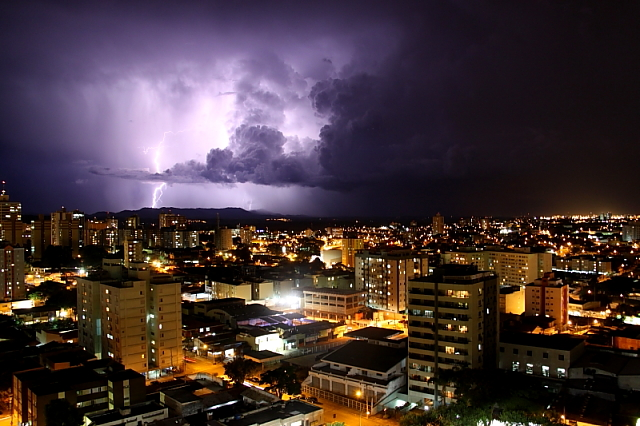
Raio em uma trovoada em São Paulo. O Brasil é o país com maior incidência de raios no mundo

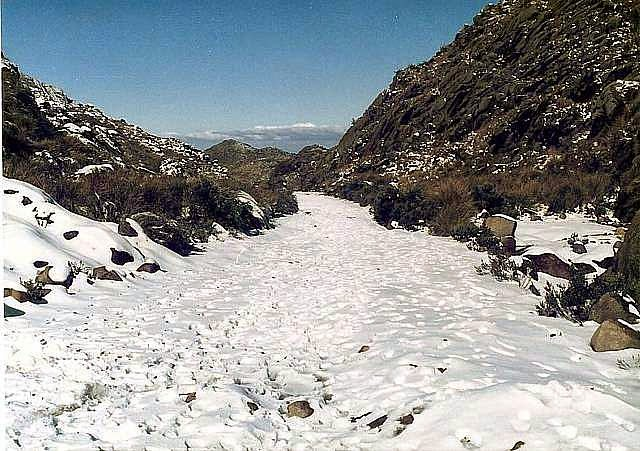
Neve no Parque Nacional do Itatiaia, localizado nos estados de Minas Gerais e Rio de Janeiro

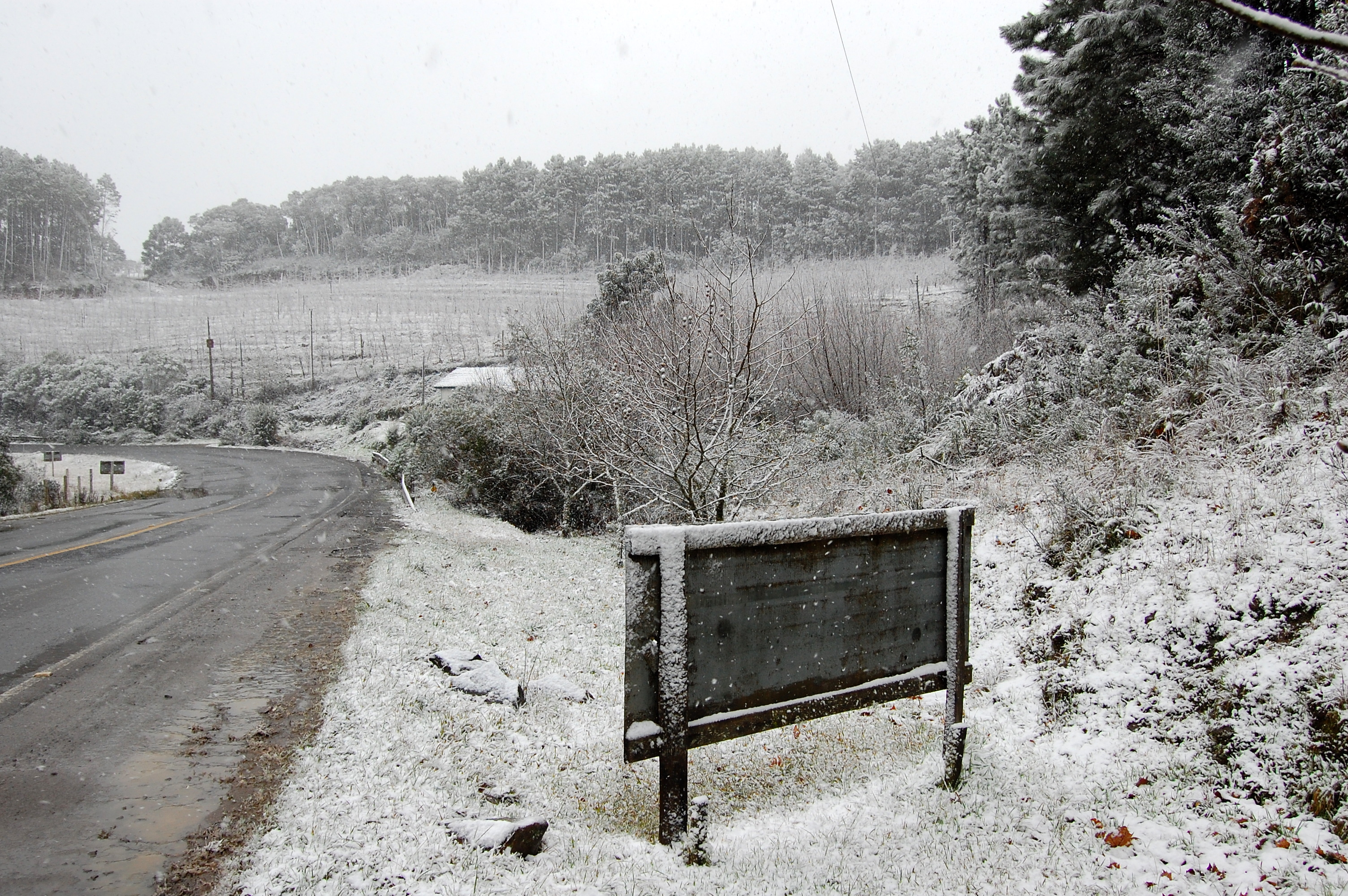
Neve na zona rural de São Joaquim, Santa Catarina, em 2010

O clima do Brasil é diversificado em consequência de fatores variados, como a fisionomia geográfica, a extensão territorial, o relevo e a dinâmica das massas de ar. Este último fator é de suma importância porque atua diretamente tanto na temperatura quanto na pluviosidade, provocando as diferenças climáticas regionais. As massas de ar que interferem mais diretamente são as equatoriais (continental e atlântica), tropicais (continental e atlântica) e a polar atlântica. Dessa forma, o país dispõe de uma ampla variedade de condições de tempo em uma grande área e topografia variada, mas a maior parte do país é tropical, devido à posição do território brasileiro entre os trópicos de Câncer e Capricórnio. As diferentes condições climáticas produzem ambientes que variam de florestas equatoriais no Norte e regiões semiáridas no Nordeste, para florestas temperadas de coníferas no Sul e savanas tropicais no Brasil central, ao mesmo tempo que muitas regiões têm microclimas totalmente diferentes. Sobressaltam-se seis tipos climáticos:
- O clima equatorial ocorre na região amazônica, ao norte de Mato Grosso e a oeste do Maranhão, e está sob ação da massa de ar equatorial continental – ar quente e geralmente úmido. Suas principais características são temperaturas médias elevadas (25 °C a 27 °C); chuvas abundantes, com índices próximos de 2 000 mm ao ano, e bem distribuídas ao longo do ano; e reduzida amplitude térmica, não ultrapassando 3 °C. No inverno, essa região pode sofrer influência da massa polar atlântica, que atinge a Amazônia ocidental, ocasionando um fenômeno denominado "friagem", ou seja, súbito rebaixamento da temperatura em uma região normalmente muito quente.[58]
- O clima tropical abrange todo o Brasil central, a porção oriental do Maranhão, grande parte do Piauí e a porção ocidental da Bahia e de Minas Gerais. Também é encontrado no extremo norte do país, em Roraima. Caracteriza-se por temperatura elevada (de 18 °C a 28 °C), com amplitude térmica (de 5 °C a 7 °C), e estações bem definidas – uma chuvosa e outra seca. Apresenta alto índice pluviométrico, em torno de 1 500 mm ao ano. A estação de chuva é o verão, quando a massa equatorial continental está sobre a região. No inverno, com o deslocamento dessa massa, diminui a umidade e então ocorre a estação seca.[58]
- O clima tropical de altitude é encontrado nas partes mais elevadas, entre 800 m e 1 000 m, do planalto Atlântico do Sudeste. Abrange trechos dos estados de São Paulo, Minas Gerais, Rio de Janeiro, Espírito Santo, norte do Paraná e o extremo sul de Mato Grosso do Sul. Sofre a influência da massa de ar tropical atlântica, que provoca chuvas no período do verão. Apresenta temperatura amena, entre 18 °C e 22 °C, e amplitude térmica anual entre 7 °C e 9 °C. No inverno, as geadas acontecem com certa frequência em virtude da ação das frentes frias originadas da massa polar atlântica.[58]
- O clima tropical úmido estende-se pela faixa litorânea do Rio Grande do Norte ao extremo leste de São Paulo. Sofre a ação direta da massa tropical atlântica, que, por ser quente e úmida, provoca chuvas intensas. O clima é quente com variação de temperatura entre 18 °C e 26 °C e amplitude térmica maior à medida que se avança em direção ao Sul, sendo úmido e chuvoso durante todo o ano. No Nordeste, a maior concentração de chuva ocorre no inverno. No Sudeste, no verão. O índice pluviométrico médio é de 2 000 mm ao ano.[58]
- O clima subtropical também pode ser classificado como temperado. É o clima das latitudes abaixo do trópico de Capricórnio: abrange o sul do estado de São Paulo, a maior parte do Paraná, Santa Catarina, Rio Grande do Sul e o extremo sul de Mato Grosso do Sul. É influenciado pela massa polar atlântica, que determina temperatura média de 18 °C e amplitude térmica anual elevada para padrões brasileiros, de cerca de 10 °C. As chuvas variam dos 1 000 mm aos 2 000 mm ao ano e bem distribuídas anualmente. Há geadas com frequência e eventuais nevadas.[58] Em termos de temperatura, apresenta as quatro estações do ano relativamente bem marcadas: os verões são quentes na maior parte da Região Sul (Cfa, segundo a Classificação climática de Köppen-Geiger) e amenos nas serras gaúcha e catarinense e no extremo sul do país, nas partes mais elevadas das Serras de Sudeste (caracterizado por Köppen como Cfb), com média anual de temperatura inferior aos 17 °C. Os invernos são frescos (frios para os padrões brasileiros), com a ocorrência de geadas em toda a sua área de abrangência, havendo a ocorrência de neve nas partes mais elevadas da região.[58]
- O clima semiárido é típico do interior do Nordeste, região conhecida como o Polígono das Secas, que corresponde a quase todo o sertão nordestino e aos vales médio e inferior do rio São Francisco. Sofre a influência da massa tropical atlântica que, ao chegar à região, já se apresenta com pouca umidade. Caracteriza-se por elevadas temperaturas (média de 27 °C) e chuvas escassas (em torno de 750 mm/ano), irregulares e mal distribuídas durante o ano. Há períodos em que a massa equatorial atlântica (superúmida) chega no litoral norte de Região Nordeste e atinge o sertão, causando chuva intensa nos meses de fevereiro, março e abril.[58]

### Fenômenos adversos

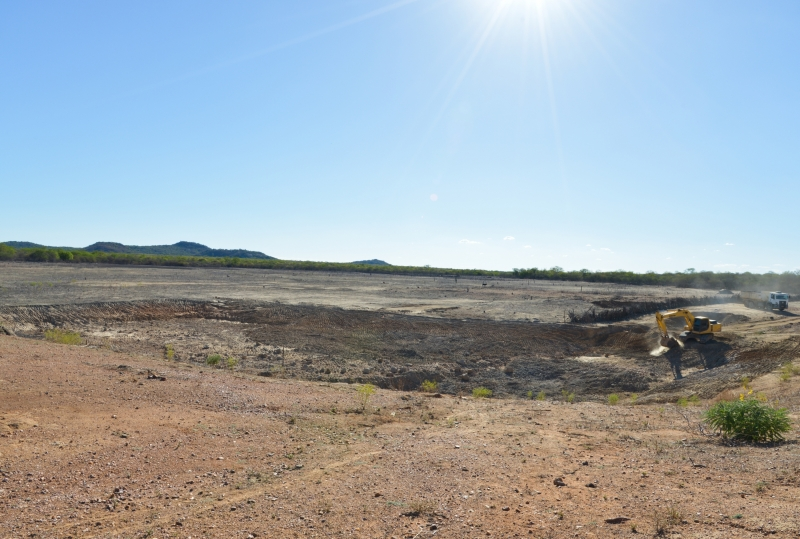
Açude seco em Petrolina, no sertão nordestino.

A configuração climática natural, geralmente associada a fatores relacionados à ação do homem, a exemplo do desmatamento e da emissão de dióxido de carbono nos grandes centros urbanos, proporciona ocasionais fenômenos adversos com impacto direto ou indireto à população ou à propriedade. Enquadram-se nesse contexto eventos pontuais de precipitações intensas nas regiões Sul e Sudeste e as secas que afetam sobretudo o sertão nordestino. O país tem 11% de seu território dentro do polígono das secas, segundo dados da Organização das Nações Unidas para Alimentação e Agricultura (FAO), área a qual a falta d'água implica imbróglios em pequenas lavouras e criações e posteriormente na fome e na redução da qualidade de vida no interior nordestino, além da migração para os grandes centros urbanos. Ainda assim, a construção de cisternas e açudes públicos visa a favorecer o máximo aproveitamento da água acumulada pelas chuvas escassas. Por outro lado, a grande extensão territorial do Brasil e sua posição na zona tropical fazem com que seja o país onde ocorre a maior quantidade de raios em todo o mundo, concentrados sobretudo na região amazônica. Ocorrências de granizo, vendavais e tornados, observadas principalmente sobre a Região Sul, também são associadas às temperaturas elevadas e à existência do chamado corredor dos tornados da América do Sul. As chuvas volumosas, agravadas pelas construções de residências em encostas de morros, pelo lixo e esgoto despejados sem o devido controle e pelo adensamento urbano em cidades cujo crescimento da malha urbana ocorreu sem planejamento, culminam em enchentes e deslizamentos de terra.
De forma mais esporádica, combinações de anomalias climáticas e atmosféricas sobre o oceano podem levar a registros de fenômenos semelhantes ao Ciclone Catarina, que foi o primeiro ciclone tropical observado via imagens de satélite a alcançar a força de um furacão no sul do Atlântico, tendo afetado cidades do litoral dos estados de Santa Catarina e Rio Grande do Sul com chuvas volumosas e rajadas de vento em março de 2004. A neve, por sua vez, ocorre com regularidade anual apenas acima dos 1 000 metros de altitude (constituindo uma pequena área entre os estados de Rio Grande do Sul e Santa Catarina), sendo, nas áreas mais baixas, de ocorrência mais esporádica, não ocorrendo todos os anos. Nos pontos mais altos do planalto, onde pode ocorrer a neve durante os dias de inverno, estão situadas as cidades mais frias do país: São Joaquim e Urupema, em Santa Catarina, e São José dos Ausentes, no Rio Grande do Sul, as três com temperatura média anual de 13 °C. O local mais frio do país é creditado ao cume do morro da Igreja, no município de Urubici, próximo a São Joaquim, o ponto habitado mais alto da Região Sul do país. As geadas ocorrem nas latitudes maiores que 18º, englobando os estados do Sul e partes de Minas Gerais, São Paulo, Rio de Janeiro, Mato Grosso do Sul e Goiás.

## Recursos hídricos

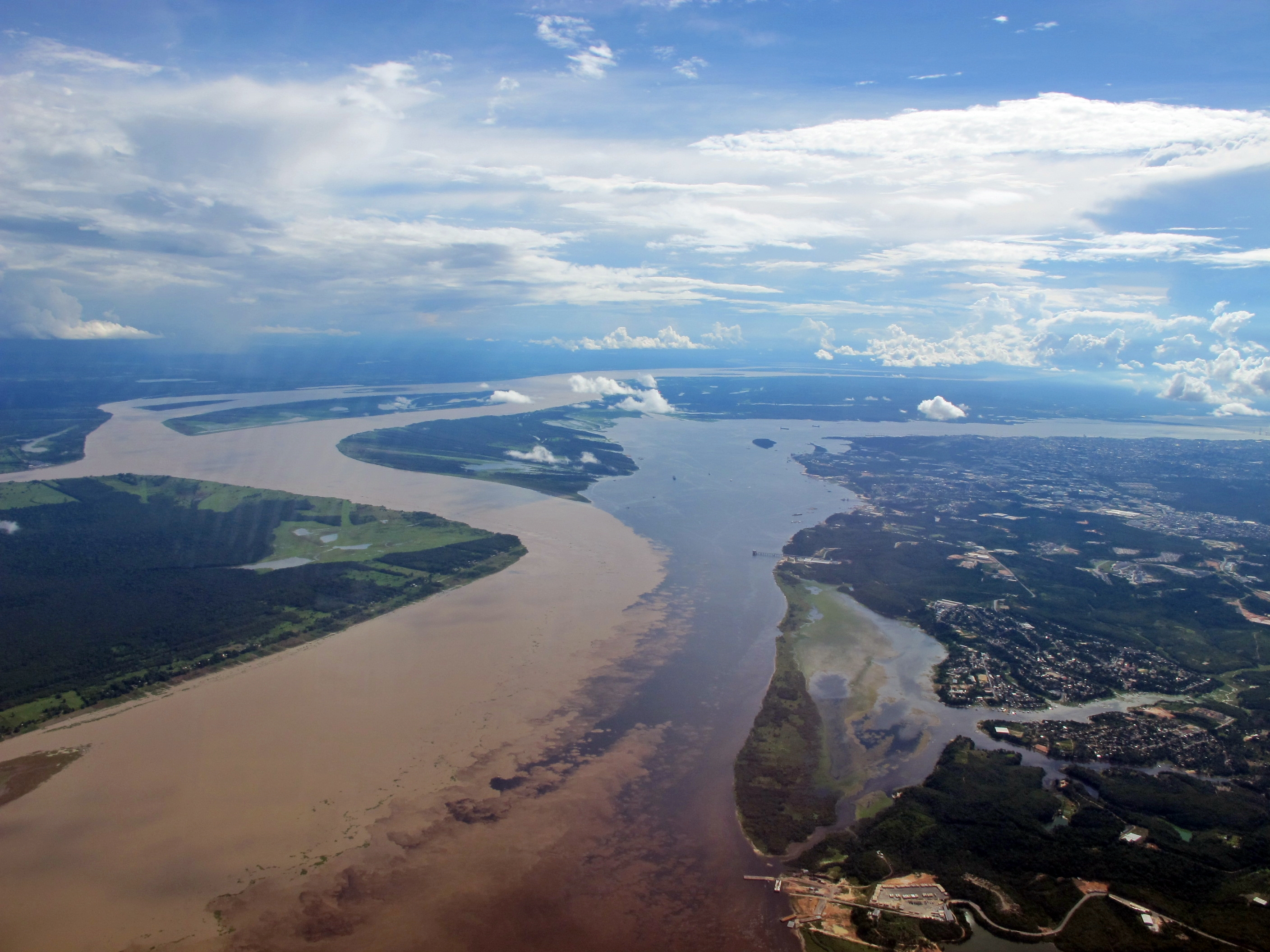
O encontro das águas do rio Negro (à direita) e o rio Solimões para formarem o rio Amazonas, próximo a Manaus

Os rios brasileiros são os recursos naturais pelos quais são formadas as redes de drenagem que têm maior tamanho e importância do mundo e, por essa razão o Brasil é convertido num dos países que têm maior riqueza em potencial hidráulico. Dessa forma, o país possui uma das mais amplas, diversificadas e extensas redes fluviais da Terra, contando com a maior reserva mundial de água doce e o maior potencial hídrico do planeta. Dispõe de cerca de 8% de toda a água dulcícola presente na superfície terrestre e seu território abrange ainda a maior bacia fluvial do mundo, a Amazônica. O rio Amazonas está entre os rios mais extensos do mundo e ao desaguar libera aproximadamente 20% de toda a água doce que é despejada nos oceanos. Grandes volumes hídricos também se encontram abaixo da superfície, em meio às rochas que formam os aquíferos. Os grandes aquíferos do país são formados por rochas sedimentares, onde a água é armazenada por entre os grãos que as constituem. Destacam-se no território brasileiro o Aquífero Guarani, sob a bacia do Paraná, e o Aquífero Alter do Chão, na região amazônica.

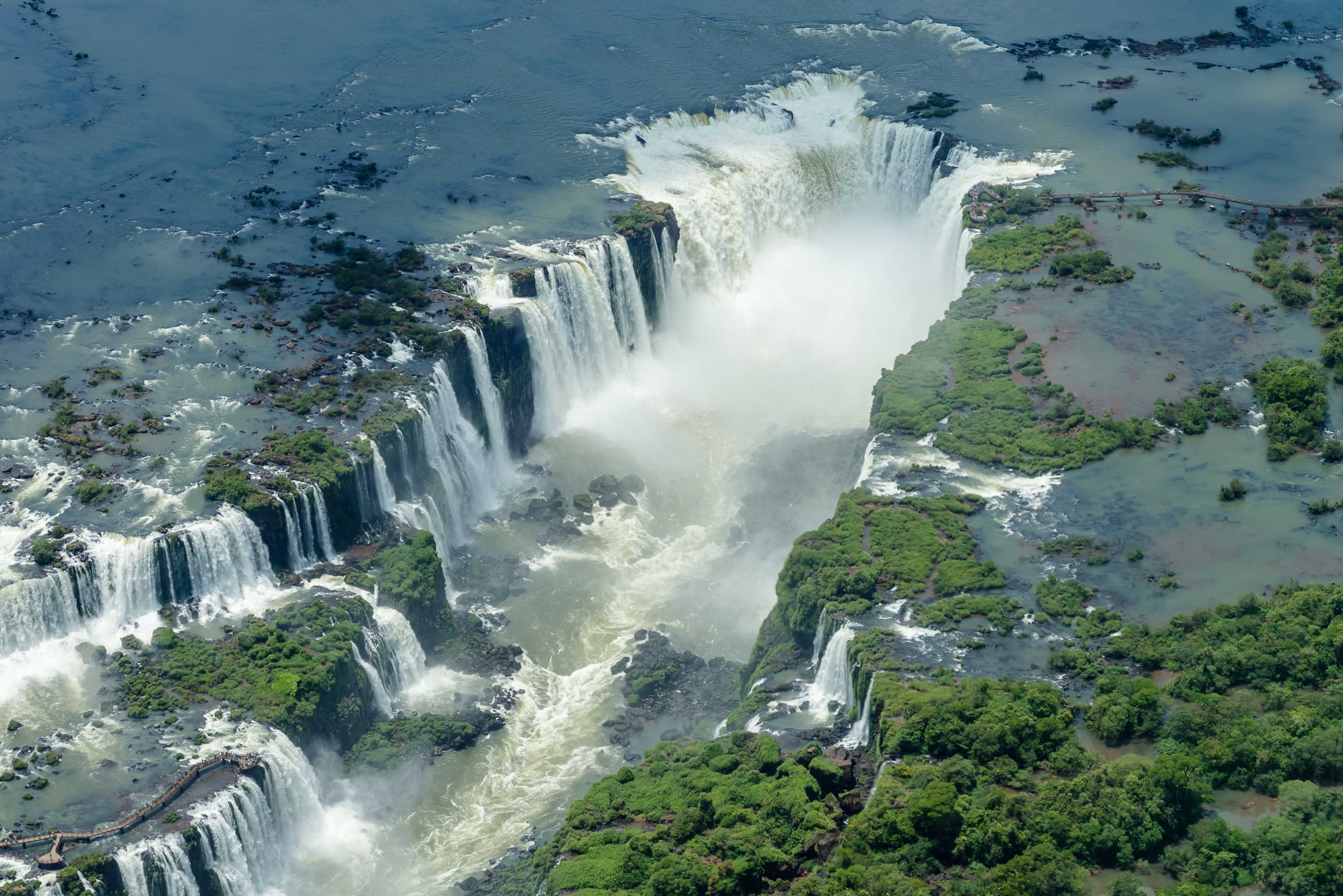
Vista aérea das Cataratas do Iguaçu

Dadas as características do relevo, a maior parte dos rios brasileiros é de planalto, apresentando-se encachoeirados e permitindo, assim, o aproveitamento hidrelétrico, enquanto que a caudalosidade proporciona um relevante potencial hídrico no desenvolvimento de sistemas de captação de água, irrigação e transporte. Merecem destaque também as quedas-d'água de Urubupungá (no rio Paraná), Iguaçu (no rio Iguaçu), Pirapora, Sobradinho, Itaparica e Paulo Afonso (no rio São Francisco), onde estão localizadas usinas hidrelétricas. De modo efetivo, os rios são a base constituinte da mais importante fonte de energia elétrica para o Brasil. Numa variedade de regiões, os rios são também muito importantes como vias de navegações. Em um grande número de rios, a pesca é a atividade mais importante da economia fluvial.
Os rios brasileiros apresentam regime de alimentação pluvial, ou seja, são alimentados pelas águas das chuvas. Em decorrência de o clima tropical predominar na maior parte do território, as cheias ocorrem durante o verão, constituindo exceção alguns rios nordestinos, cujas cheias ocorrem entre o outono e o inverno. Os rios do sul não têm vazante acentuada, devido à boa distribuição das chuvas na região, assim como os da Bacia Amazônica, também favorecidos pela uniformidade pluviométrica da região. Sendo assim, a maior parte dos rios brasileiros é perene, isto é, nunca seca. Mas na região semiárida do Nordeste há rios que podem desaparecer durante uma parte do ano, na estação seca: são os chamados rios temporários ou intermitentes.
Os centros dispersores — ou seja, as porções mais altas do relevo que separam as bacias fluviais — que merecem destaque no Brasil são três: a cordilheira dos Andes, onde nascem alguns rios que formam o rio Amazonas; o planalto das Guyanas, de onde partem os afluentes da margem esquerda do rio Amazonas; e o Planalto Brasileiro, subdividido em centros dispersores menores. A drenagem é predominantemente exorreica, ou seja, os rios correm em direção ao mar, como o Amazonas, o São Francisco, o Tocantins e o Parnaíba. Pouquíssimos são os casos de drenagem endorreica, em que os rios se dirigem para o interior do país, desaguando em outros rios, como o Negro, o Purus, o Paraná, o Iguaçu e o Tietê. Ao desembocarem em outro curso ou no oceano, os rios podem apresentar-se com uma foz do tipo estuário, com um único canal, ou do tipo delta, com vários canais entremeados de ilhas; ocorre, excepcionalmente, o tipo misto. No Brasil, predominam rios com foz do tipo estuário, com exceção do rio Amazonas, que possui foz do tipo misto, e de rios como Paranaíba, Acaraú, Piranhas e Paraíba do Sul, que possuem foz do tipo delta.

### Bacias hidrográficas
Sete bacias hidrográficas predominam sobre o território brasileiro. Até 2003, tal divisão era levada em consideração pelo Conselho Nacional de Recursos Hídricos (CNRH) a título de gerenciamento e planejamento dos recursos hídricos no Brasil, no entanto a instância passou a levar em consideração para tal fim a divisão brasileira entre as 12 chamadas regiões hidrográficas. Diferem-se das bacias no fato de possuírem utilidade administrativa e por estarem restritas ao espaço territorial brasileiro. Sobressaltam-se então as bacias:
- Bacia Amazônica: Conforme já citado, corresponde à maior bacia hidrográfica do mundo e abriga um dos maiores cursos hidrográficos do planeta, o rio Amazonas.[73] Ocupa mais da metade do território brasileiro e se estende ainda pela Bolívia, Peru, Colômbia, Guyana, Suriname e Guyana Francesa e além do rio principal — Amazonas —, compreende os seus afluentes: na margem esquerda, os rios Içá, Japurá, Negro e Trombetas; na margem direita, os rios Juruá, Purus, Madeira, Tapajós e Xingu.[80] Atravessada pela linha do equador na sua porção norte, a bacia possui rios nos dois hemisférios e, devido à sua posição geográfica, apresenta três regimes de cheias: nos rios do norte, tropical boreal, com volume máximo em julho; nos rios do sul, tropical austral, com volume máximo em março; e no tronco central, volume máximo em abril, maio e junho. Dessa forma, o rio Amazonas tem sempre um grande volume de água, já que seus afluentes sofrem cheias em épocas diferentes.[80] Outros numerosos cursos de água compõem o cenário da planície amazônica, a exemplo dos córregos ou pequenos rios que unem rios maiores entre si; os igarapés, pequenos e estreitos canais naturais espalhados pelo baixo-planalto e planície; e os paranás-mirins, braços de rios que contornam ilhas fluviais.[81]
- Bacia Platina: É formada pelas bacias dos rios Paraná, Paraguai e Uruguai, estendendo-se pelo Brasil, Uruguai, Bolívia, Paraguai e Argentina.[82] A bacia do rio Paraná é a mais extensa, abrangendo mais de 10% do território nacional. Possui o maior potencial hidrelétrico instalado no Brasil, merecendo destaque grandes usinas, como a de Itaipu, Jupiá e Ilha Solteira, no rio Paraná; Ibitinga, Barra Bonita e Bariri no rio Tietê; Cachoeira Dourada, Itumbiara e São Simão, no rio Paranaíba; Furnas, no rio Grande; e ainda Capivara, no rio Paranapanema.[82] A bacia do rio Paraguai compreende um único grande rio, o Paraguai, que possui mais de 2 000 km de extensão, dos quais 1 400 km ficam em território nacional. É tipicamente um rio de planície, bastante navegável. Os principais portos nela localizados são Corumbá e Porto Murtinho.[83] A bacia do rio Uruguai, por sua vez, estende-se pelos estados de Santa Catarina e Rio Grande do Sul e é formada pelos rios Canoas e Pelotas.[83]
- Bacia do Tocantins-Araguaia: O Tocantins, principal rio dessa bacia, nasce no centro de Goiás e deságua junto à foz do rio Amazonas, no Pará. Em seu percurso, recebe o rio Araguaia, que se divide em dois braços através do Rio Javaés (o chamado Braço Menor), formando a Ilha do Bananal; situada no estado do Tocantins. Além de apresentar-se navegável em muitos trechos, é a terceira do país em potencial hidrelétrico, encontrando-se nela a Usina Hidrelétrica de Tucuruí.[81]

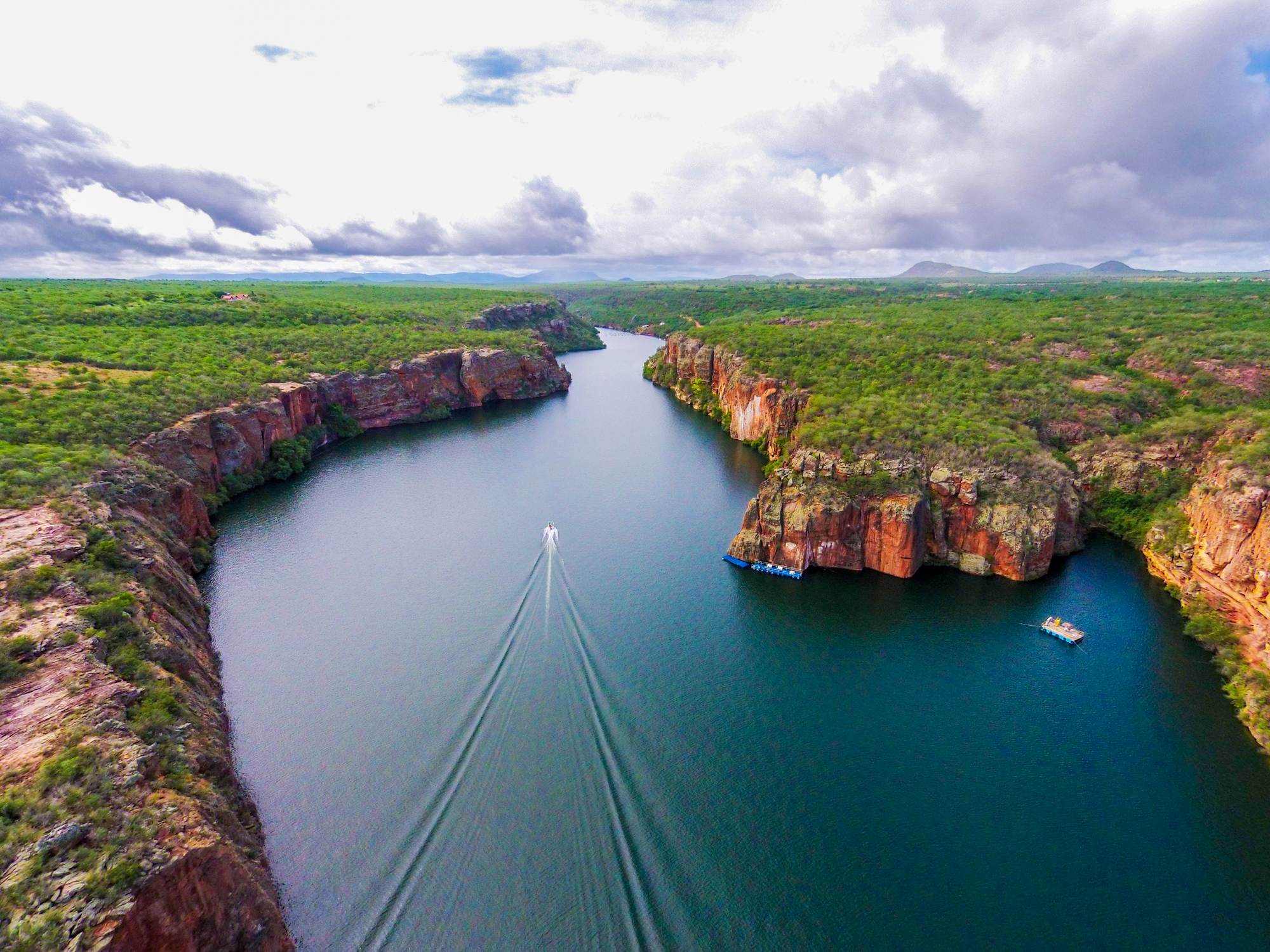
Cânion de Xingó no Rio São Francisco, município de Delmiro Gouveia, parte do Monumento Natural do Rio São Francisco

- Bacia do São Francisco: Além de ser navegável em cerca de 2 000 km, o rio São Francisco possui também grande potencial hidrelétrico, merecendo destaque as usinas de Três Marias, Paulo Afonso e Sobradinho.[84] O São Francisco, ao lado de seus afluentes, desempenhou importante papel na conquista e povoamento do sertão nordestino, sendo o grande responsável pelo transporte e abastecimento de couro na região. Ainda hoje, sua participação é fundamental na economia nordestina, pois, devido ao fato de atravessar trechos semiáridos, permite a prática da agricultura em suas margens, além de oferecer condições para irrigação artificial de áreas mais distantes.[84]
- Bacias do Atlântico Nordeste: São constituídas em geral por rios do sertão nordestino, sendo a maioria dos cursos temporários, pois secam em determinadas épocas do ano.[84] Insere-se a bacia do rio Parnaíba, que tem como rio principal o Parnaíba, que tem cerca de 1 400 km de extensão e serve como limite natural entre os estados do Piauí e Maranhão. Destacam-se também os rios Acaraú, Jaguaribe, Piranhas, Potenji, Capibaribe, Una, Pajeú, Turiaçu, Pindaré, Grajaú, Itapecuru e Mearim.[84][85]
- Bacia do Atlântico Leste: É constituída por rios que descem do Planalto Atlântico em direção ao oceano, entre Sergipe, a Bahia, o nordeste de Minas Gerais e o norte do Espírito Santo, com destaque aos rios Pardo, Jequitinhonha e Mucuri.[85]
- Bacias do Atlântico Sudeste e Sul: São compostas por rios que correm na direção oeste-leste, ou seja, que vão das serras e planaltos em direção ao oceano. Destacam-se os rios Ribeira de Iguape, em São Paulo; Itajaí, em Santa Catarina; Jacuí e Camacuã, no Rio Grande do Sul.[85]

### Lagos e ilhas fluviais

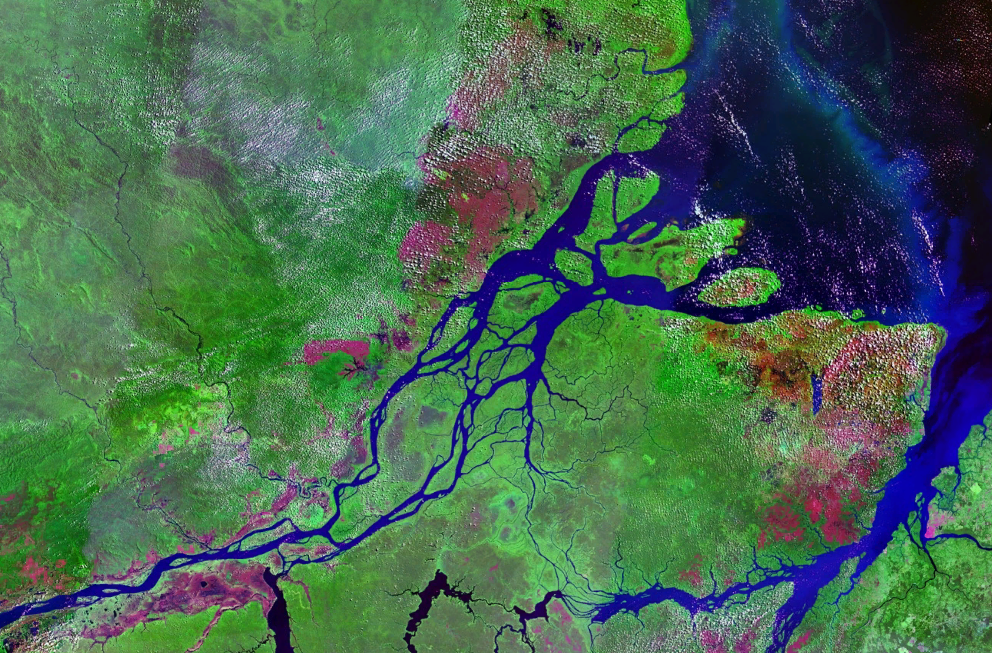
Desembocadura do rio Amazonas e a Ilha de Marajó, a maior dentre as ilhas do arquipélago fluviomarinho homônimo

O Brasil possui poucos lagos, classificados em lagos de erosão, formados por processos erosivos que ocorrem em especial no Planalto Brasileiro; e lagos de barragem, que são resultantes da acumulação de materiais e subdividem-se em lagunas ou lagoas costeiras, formadas a partir de restingas, tais como as lagoas dos Patos e Mirim, no Rio Grande do Sul, e lagoas de várzea, formadas quando as águas das cheias ficam alojadas entre barreiras de sedimentos deixados pelos rios ao voltarem ao seu leito normal. São comuns na Amazônia, no Pantanal e nas bordas litorâneas, onde são mais comumente chamados de lagoas.
A hidrografia brasileira também abrange algumas das maiores ilhas fluviais do mundo, as quais são mais comuns em rios caudalosos e de planície onde o processo de sedimentação é lento. A Ilha de Marajó, situada na desembocadura do Rio Amazonas, é a maior ilha fluviomarinha da superfície da Terra. Com mais de 40 000 km², sua área é comparável a países como Holanda e Suíça e abriga 16 municípios. A Ilha do Bananal, localizada entre os rios Araguaia e Javaés, no estado do Tocantins, corresponde à maior ilha fluvial do mundo, com um total de 20 000 km², dos quais dois terços são alagados. O arquipélago de Mariuá, situado no leito do rio Negro, possui 700 ilhas distribuídas ao longo de uma extensão de 140 quilômetros, configurando-se como o maior arquipélago fluvial da Terra. Situado a jusante de Mariuá, Anavilhanas é o segundo maior arquipélago, com um total de 400 ilhas locadas ao longo de 100 quilômetros.

## Litoral e zona oceânica
O Brasil é banhado a leste pelo oceano Atlântico desde o cabo Orange até o arroio Chuí, numa extensão de 7 367 km, que aumenta para 9 200 km se forem levadas em consideração as saliências e as reentrâncias, encontrando-se ao longo da costa uma alternância de praias, falésias, dunas, mangues, recifes, baías, restingas e outras formações menores. A costa brasileira sofre influência climática de três correntes marítimas: a das Guyanas e a Brasileira, que são quentes, e a das Malvinas (ou Falklands), que é fria. A corrente das Guyanas banha o litoral norte e a Brasileira o litoral leste, enquanto que a corrente das Malvinas, proveniente do Polo Sul, banha um pequeno trecho do litoral sul.
Quanto ao relevo, a plataforma continental brasileira submerge até 200 metros, seguida de declive abrupto, o talude continental, cujo desnível que alcança varia de 2 000 metros de profundidade no litoral da Região Norte a 3 600 metros no litoral do Sul até a região pelágica, onde surgem as bacias dorsais e oceânicas (ou seja, cordilheiras submarinas). Abaixo desse limite inicia-se a região abissal. A largura da plataforma continental é bastante variável, alcançando cerca de 400 km do litoral do Pará e estreitando-se bastante ao longo litoral nordestino, mas se mostrando alargada junto à foz dos grandes rios, onde há o acumulo de muitos depósitos de cascalho, areia e outros sedimentos. Tais características resultam em marés baixas em geral, com amplitudes que oscilam de 2 a 4 metros. Apenas o litoral maranhense registra marés altas, com médias de até 8 metros em São Luís.
A configuração geológica, aliada às condições climáticas, favorece o transporte marítimo durante todo o ano, além do desenvolvimento de atividades econômicas como a exploração do petróleo em alto mar e do turismo e da pesca na costa. Cabe ressaltar que a exploração petrolífera na plataforma continental responde por mais de 70% da produção brasileira do combustível, bastante incitada com a descoberta da camada pré-sal, cuja formação ocorreu durante o processo de abertura do oceano Atlântico após a quebra do supercontinente. Ademais, cerca de 95% do sal consumido no país é extraído no litoral do Rio Grande do Norte, onde a presença de sol durante quase todo o ano, a baixa pluviosidade e os ventos intensos favorecem a evaporação da água do mar e o acúmulo do composto em salinas. A zona econômica exclusiva do país foi conferida mediante a lei nº 8.617, de 4 de janeiro de 1993, e conta com mais de 3,6 milhões de km², correspondendo a cerca de 52% da área continental.
Não há um consenso quando à divisão da costa brasileira, tendo apenas compartimentações que levam em consideração diferentes elementos e características específicas em comum, tais como o clima e a geomorfologia. O estudo de Tessler e Samara, por exemplo, considera a formação do litoral, levando à divisão em Litoral Amazônico; Litoral Nordestino de Barreiras; Litoral Oriental; Litoral Sudeste ou de Escarpas Cristalinas; e Litoral Meridional ou Subtropical. A seguir, é listada uma descrição do litoral brasileiro por região.

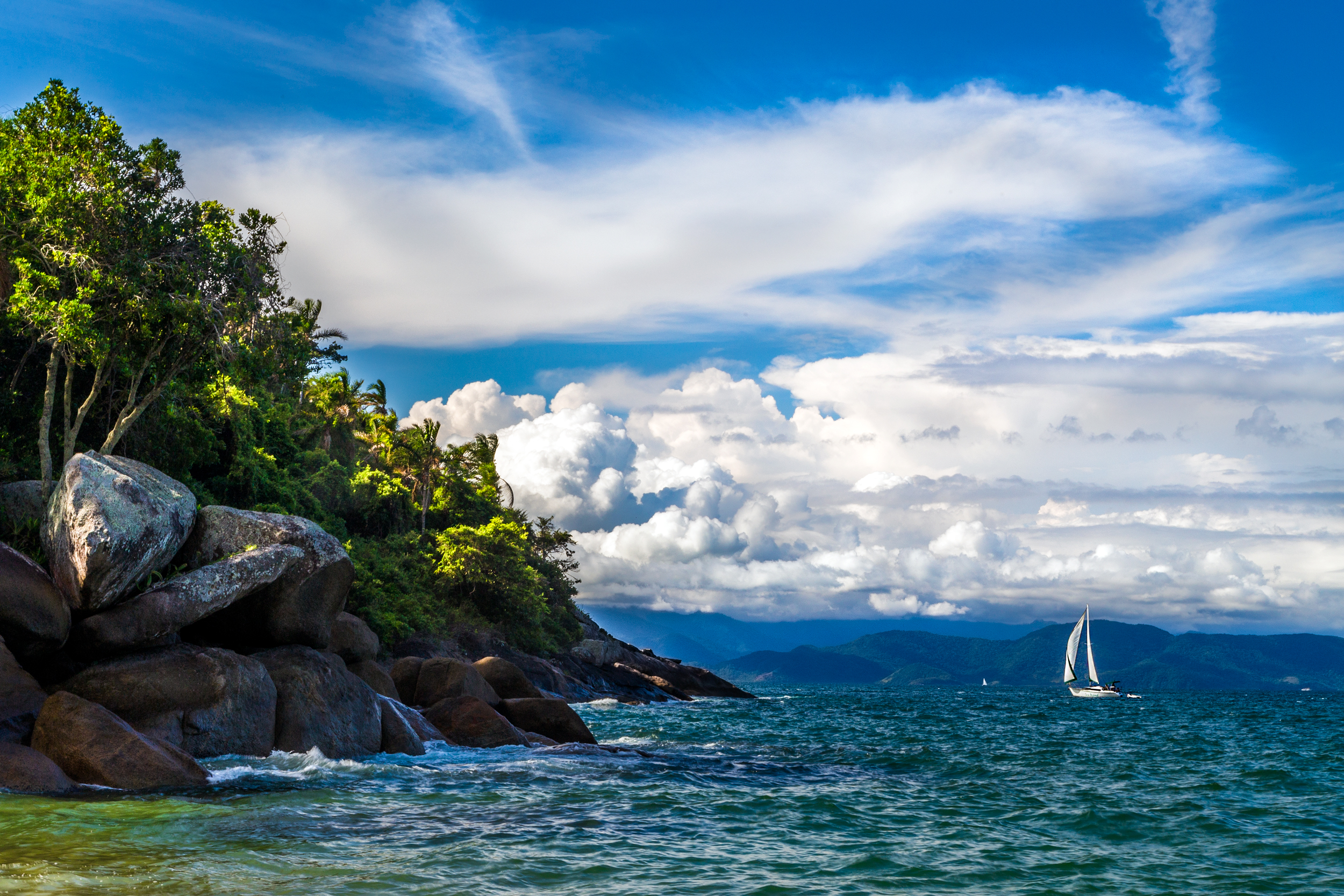
Horizonte da Praia da Feiticeira, em Ilhabela, São Paulo

- O litoral da Região Norte abrange a costa do Amapá e a do Pará e este é marcado pela foz do rio Amazonas, com canais, pequenos lagos, manguezais e ilhas, entre elas a de Marajó. No norte do Amapá há ainda longas restingas.[91][103]
- O litoral da Região Nordeste é bem diversificado. No Maranhão, encontram-se as dunas do Parque Nacional dos Lençóis Maranhenses, que abrigam lagoas no período das chuvas,[104] e o delta do rio Parnaíba, na divisa com o Piauí. Entre o Rio Grande do Norte e a Bahia alternam-se restingas, dunas, lagoas e mangues,[91] sendo notada a foz do rio São Francisco na divisa de Sergipe e Alagoas.[105] É marcante também a baía de Todos-os-Santos, no recôncavo baiano.[91]
- O litoral da Região Sudeste tem diversos trechos escarpados e outros amplos e retilíneos. Do Espírito Santo ao Rio de Janeiro são comuns pequenas elevações, baixadas e restingas,[106][107] tendo a presença de lagunas no estado fluminense, entre Cabo Frio e as proximidades da baía de Guanabara. Entre o oeste do Rio de Janeiro e São Paulo, o litoral se torna sinuoso e escarpado, marcado pela presença natural da serra do Mar.[91][108]
- O litoral da Região Sul é bastante recortado no Paraná, onde se encontra separado do interior através da serra do Mar por vertentes de até 1 000 metros de desnível. Destaca-se então a presença de baías como a baía das Laranjeiras.[109] Planícies costeiras são observadas até o norte de Santa Catarina devido à presença da serra do Mar, enquanto que entre o sul catarinense e o Rio Grande do Sul as planícies são mais extensas, retilíneas e arenosas, marcadas pela vizinhança da laguna dos Patos e lagoa Mirim.[91][102]

### Ilhas oceânicas

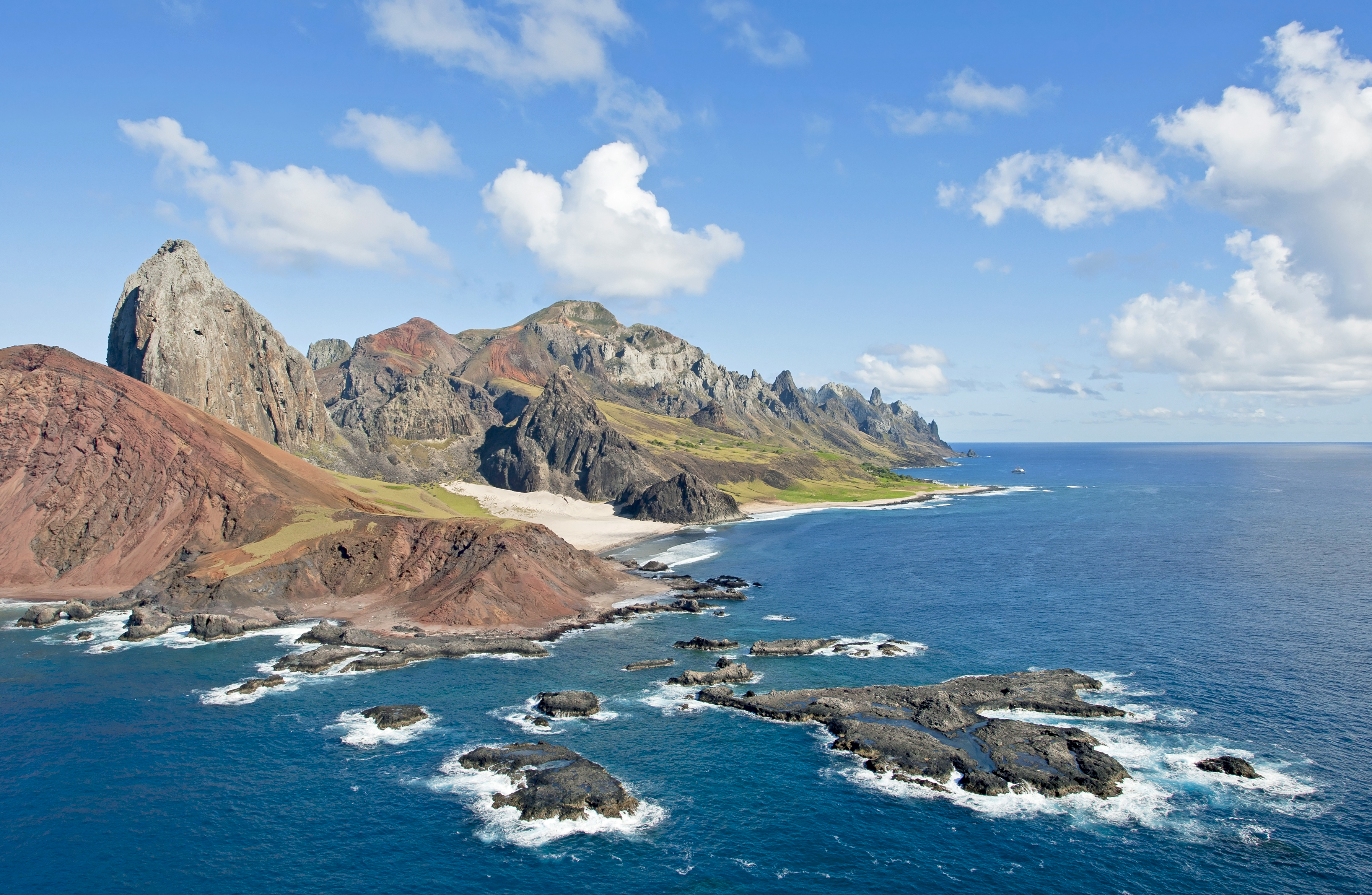
A Ilha de Trindade

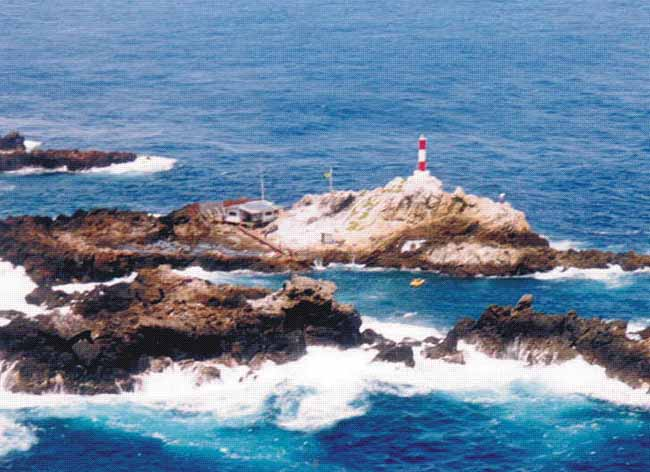
Estação científica do arquipélago de São Pedro e São Paulo

Em sua maioria, as ilhas brasileiras são costeiras, situadas junto ao litoral e apoiadas sobre a plataforma continental. Há centenas delas, destacando-se, dentre outras, as ilhas do arquipélago dos Abrolhos, a Ilha de São Sebastião, a Ilha de São Vicente e as três capitais estaduais sediadas em ilhas: Florianópolis, Vitória e São Luís. Há também as ilhas oceânicas, que ficam distantes do litoral e emergem da Dorsal Atlântica, sendo que cinco pertencem ao Brasil.
- Fernando de Noronha, arquipélago localizado a uma distância de aproximadamente 360 km do litoral do Rio Grande do Norte e 545 km da costa pernambucana, é constituído por 21 ilhas de origem vulcânica que, juntas, totalizam uma área de 26 km². Fernando de Noronha é a ilha mais extensa e a única habitada, contando com cerca de 2 500 moradores, reunidos em grande parte na Vila dos Remédios.[113] Foi, por algum tempo (1942–1987), território federal ligado às Forças Armadas, mas com a Constituição de 1988, foi reincorporado ao estado de Pernambuco, como distrito estadual.[114] Vem sendo explorado mais intensamente no arquipélago o turismo, que, ao lado da pesca, é a principal atividade econômica.[115]
- Trindade e Martim Vaz, localizadas a 1 100 km da costa do Espírito Santo, constituem, na realidade, uma ilha maior, Trindade, e um grupo de cinco ilhotas de vegetação escassa, conhecidas como grupo Martim Vaz, a cerca de 50 km a leste de Trindade. Martim Vaz é, portanto, considerado o extremo leste do Brasil, situando-se a 2 400 km do continente africano. A ilha maior é ocupada para observações meteorológicas, por situar-se em área de dispersão de massas de ar. São usadas como base da Marinha e estação meteorológica.[116][117][118]
- São Pedro e São Paulo formam um arquipélago onde se destacam cinco rochedos maiores e uma dezena de outros menores. Sem água potável ou qualquer vegetação, são habitados apenas por aves marinhas, que lá procriam e deixam espessa camada de guano (acumulação de fosfato de cálcio resultante do excremento). As ilhotas, que pertencem ao estado de Pernambuco, situam-se a 627 km de Fernando de Noronha e 986 km da costa do Rio Grande do Norte, tendo a presença de uma estação científica.[117][119]
- O Atol das Rocas é uma formação anular de recifes constituído pelas ilhas do Farol e do Cemitério, ambas desabitadas, a cerca de 240 km da costa do Rio Grande do Norte. O Farol das Rocas, construído no século XIX, auxilia a navegação no local. Configura-se como primeira reserva biológica marinha do Brasil, criada em 1979.[117][120]

## Biodiversidade

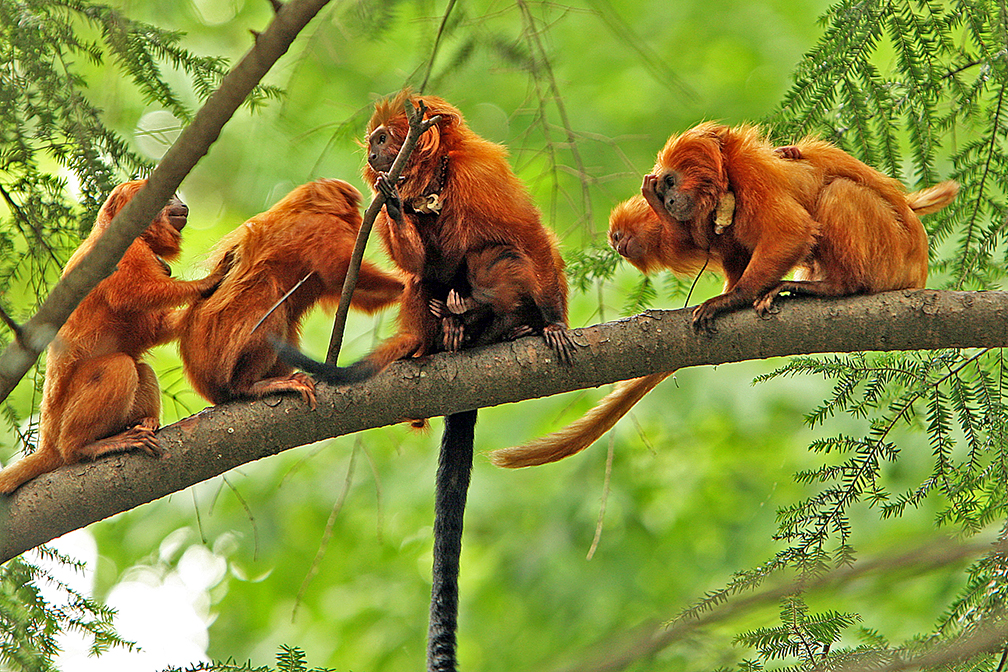
O Mico-leão-dourado é uma espécie endêmica do Brasil

A diversidade geomorfológica e climática do território brasileiro proporciona condições favoráveis para o desenvolvimento de diversos ecossistemas, os quais abrigam uma rica biodiversidade. Estima-se que dois milhões de espécies de microorganismos, plantas e animais encontram-se no Brasil, das quais muitas são endêmicas, o que corresponde de 10 a 30% dos seres vivos de toda a Terra, embora muitos dos seres vivos ainda não tenham sido completamente descritos pela ciência. O Brasil encontra-se inserido na região biogeográfica neotropical. Somente 16% do território continental e 0,5% da zona marinha brasileira estão protegidos, distribuídos em mais de 1 600 unidades de conservação federais, estaduais e privadas.

### Flora
Ao longo de seus 8,5 milhões de quilômetros quadrados de extensão territorial, uma diversidade de formas de relevo e climas se apresentam sobre o país. Esta diversidade tem reflexo direto nas formações vegetais que cobrem o território. A maior parte do Brasil era originalmente coberta por florestas, sobretudo no norte e ao longo do litoral, enquanto que vegetações mais abertas se estendem ao longo de uma faixa que corta o centro do país de nordeste a sudoeste.

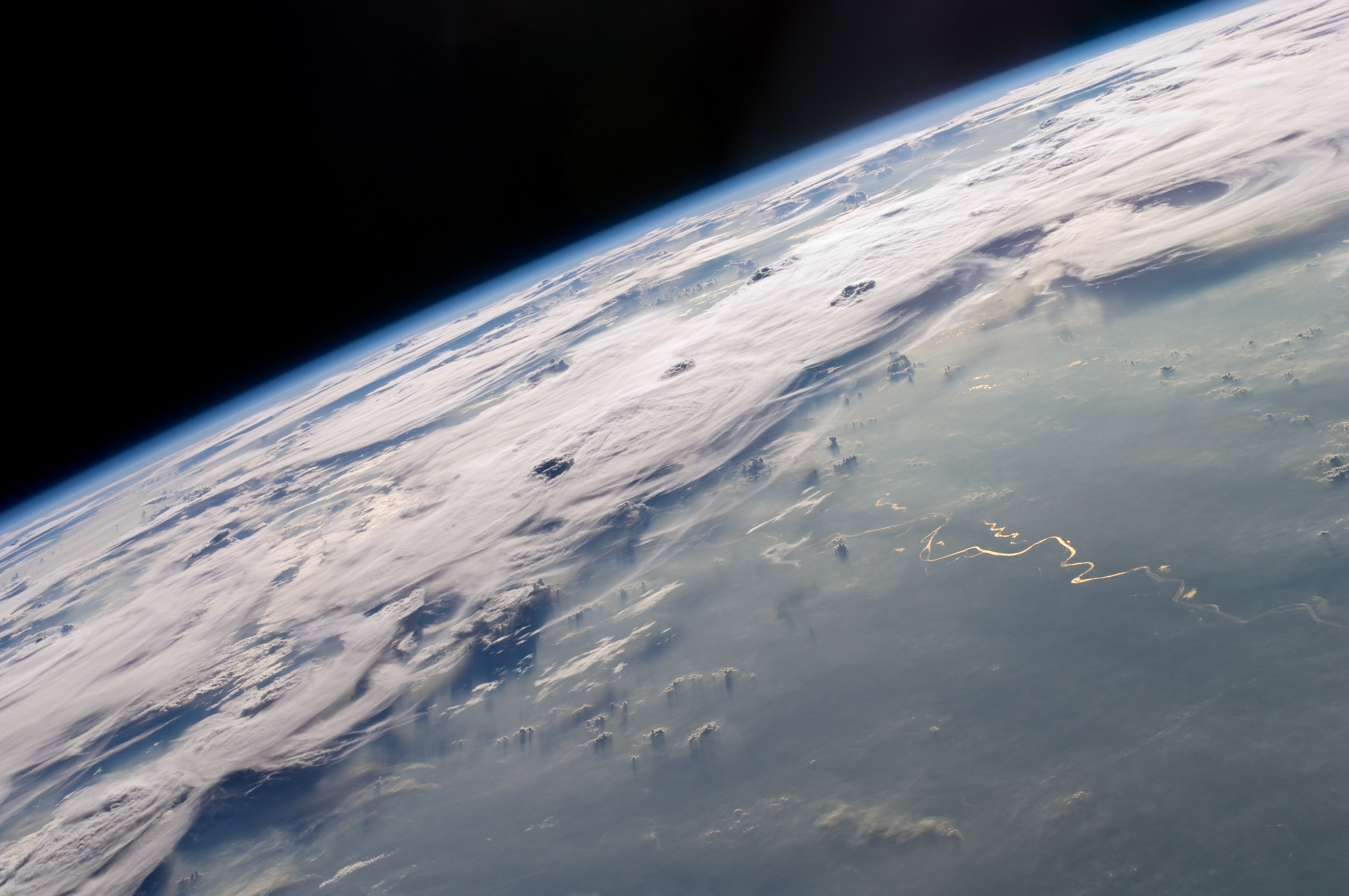
Fotografia do limbo da Terra vista da Estação Espacial Internacional, sobre o Norte do Brasil, durante a Expedição 20. A vegetação da Amazônia, a maior floresta tropical da Terra, influencia fortemente o ciclo da água regional

A Amazônia representa um dos mais importantes domínios fitogeográficos do mundo, cuja maior parte se encontra em território brasileiro. A maior extensão contínua de florestas da Terra situa-se em uma planície e é capaz de regular o ciclo hidrológico da sua grande bacia de drenagem. Possui uma grande densidade de espécies vegetais, sendo que em somente um hectare de floresta (10 mil m²) encontram-se de duzentas a trezentas espécies de árvores.
As formações florestais amazônicas podem ser classificadas de acordo com o regime de inundação. A mata de terra firme, mais de 90% da floresta, situa-se nas áreas que normalmente não ficam cobertas por água. Apresentam grandes árvores, com mais de 60 metros de altura, e vegetação densa. A mata de igapó, por outro lado, encontra-se em áreas permanentemente alagadas, onde estão árvores mais baixas e de ramificação densa. Entre estas áreas está a mata de várzea, onde as inundações ocorrem sazonalmente.

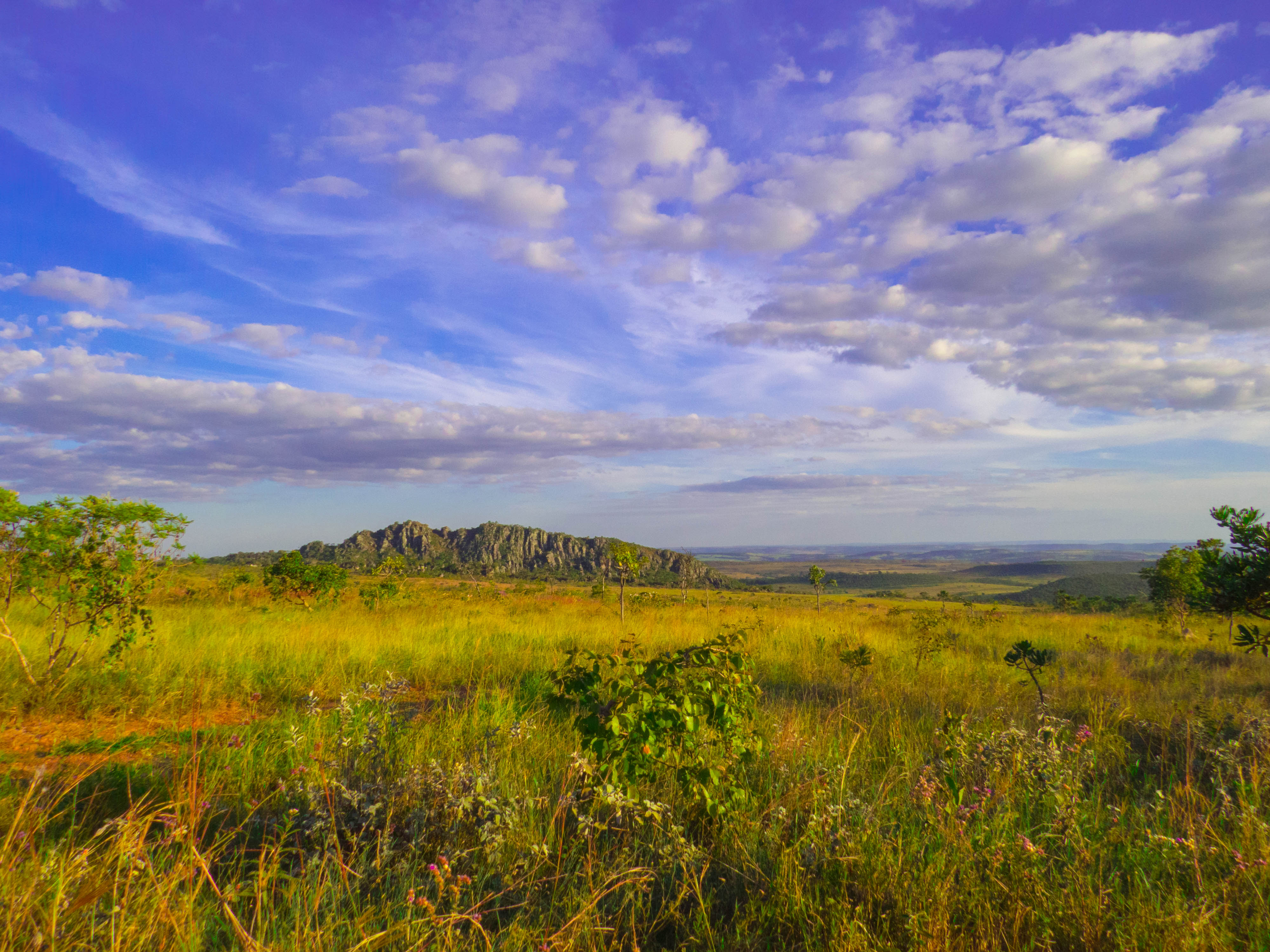
Cerrado no Parque Estadual dos Pirineus em Pirenópolis, Goiás. Ao fundo o Morro Cabeludo

A faixa central do Brasil é coberta por savanas, que constituem o bioma do cerrado. Caracteriza-se por sua grande variedade de ambientes, desde formações campestres até concentrações arbóreas, em função da grande área sobre o qual se estende, embora os solos em geral sejam pobres em nutrientes. O cerrado arbóreo é formado por árvores baixas, espaçadas e tortuosas, com raízes profundas para a retirada de água, mesmo apesar de escassez de água não ser limitante para o desenvolvimento das plantas. Queimadas de pequena escala contribuem para o equilíbrio ecológico do bioma, ao permitir o controle de espécies gramíneas e brotamento das árvores.
No nordeste brasileiro, onde estão os menores índices pluviométricos, encontra-se a caatinga, cujo nome provém da língua tupi e significa "mata branca". As formações vegetais são esparsas e deciduais, desenvolvendo-se sob uma estação curta de chuvas e um longo período de estiagem. Apesar das condições ambientais, é grande a diversidade de espécies do sertão, que se distribuem nas matas secas, predominantes, além do agreste, formações florestais esparsas com árvores de folhas grandes, e campos secos sobre as chapadas. Em uma espécie de transição entre o domínio amazônico, o cerrado e a caatinga, também há de se ressaltar a presença da mata dos cocais, que ocorre entre os estados do Maranhão, Piauí, Ceará, Pará e o norte do Tocantins e é marcada pela diversidade de palmeiras, em especial o babaçu (no interior) e a carnaúba (em áreas mais secas).
Ao longo do litoral brasileiro, a umidade proveniente do oceano permitiu a formação da Mata Atlântica, uma floresta densa, com árvores altas, que se estendia desde o Rio Grande do Norte ao Rio Grande do Sul. As grandes formações de relevo sobre a qual encontra-se a floresta permitiram o surgimento de uma grande diversidade de espécies que se adaptaram conforme a altitude. Contudo, atualmente, somente 8% de toda a floresta ainda permanecem, sobretudo na Serra do Mar e da Mantiqueira, tamanho o desmatamento que se iniciou desde a colonização. Em transição entre os ambientes terrestre e marinho se encontram os manguezais, ecossistema costeiro ecótono que se distribui ao longo de quase todo o litoral brasileiro, entre o norte do Amapá e Santa Catarina. Sua fisionomia vegetal é resistente ao efeito das marés e à salinização e é constituída em geral por espécies arbustivas que se desenvolvem em bancos de lama e sal.
Nos planaltos do sul, a mata de araucárias domina a paisagem, formada sobretudo por coníferas, em especial as araucárias, adaptadas ao clima úmido e com temperaturas moderadamente baixas, além de solos férteis. A distribuição de espécies na floresta está intimamente ligada à altitude. Por fim, grandes extensões de vegetação campestre se distribuem sobre o território, em especial no Rio Grande do Sul, onde formam os pampas, onde as gramíneas encontram-se em banhados próximo ao litoral e sobre as colinas suaves do interior. Destaca-se, ainda, a planície inundável do Pantanal, onde um grande mosaico de vegetação típica de cerrados, florestas e vegetação higrófila compõem a paisagem.

#### Recursos vegetais
A flora do Brasil é uma das de maior exuberância e variedade do mundo. Na totalidade das regiões do país encontram-se plantas comercialmente valiosas. Na Floresta Amazônica, são destacadas a seringueira, o caucho, a castanheira, o mogno, o pau-marfim, o pau-roxo, o guaraná, o pau-rosa, o murumuru, além da existência de um sem-número de demais espécies. O babaçu ocorre na transição entre as regiões Norte e Nordeste. Nesta, são destacados os carnaubais, além da baraúna, da aroeira, do xique-xique, do umbu e demais espécies. Da Mata Atlântica, não se deve esquecer de mencionar o jacarandá, o cedro e a peroba. No Sul do país, as espécies dominantes são o pinheiro-do-paraná, a imbuia, o ipê e a erva-mate.

### Fauna

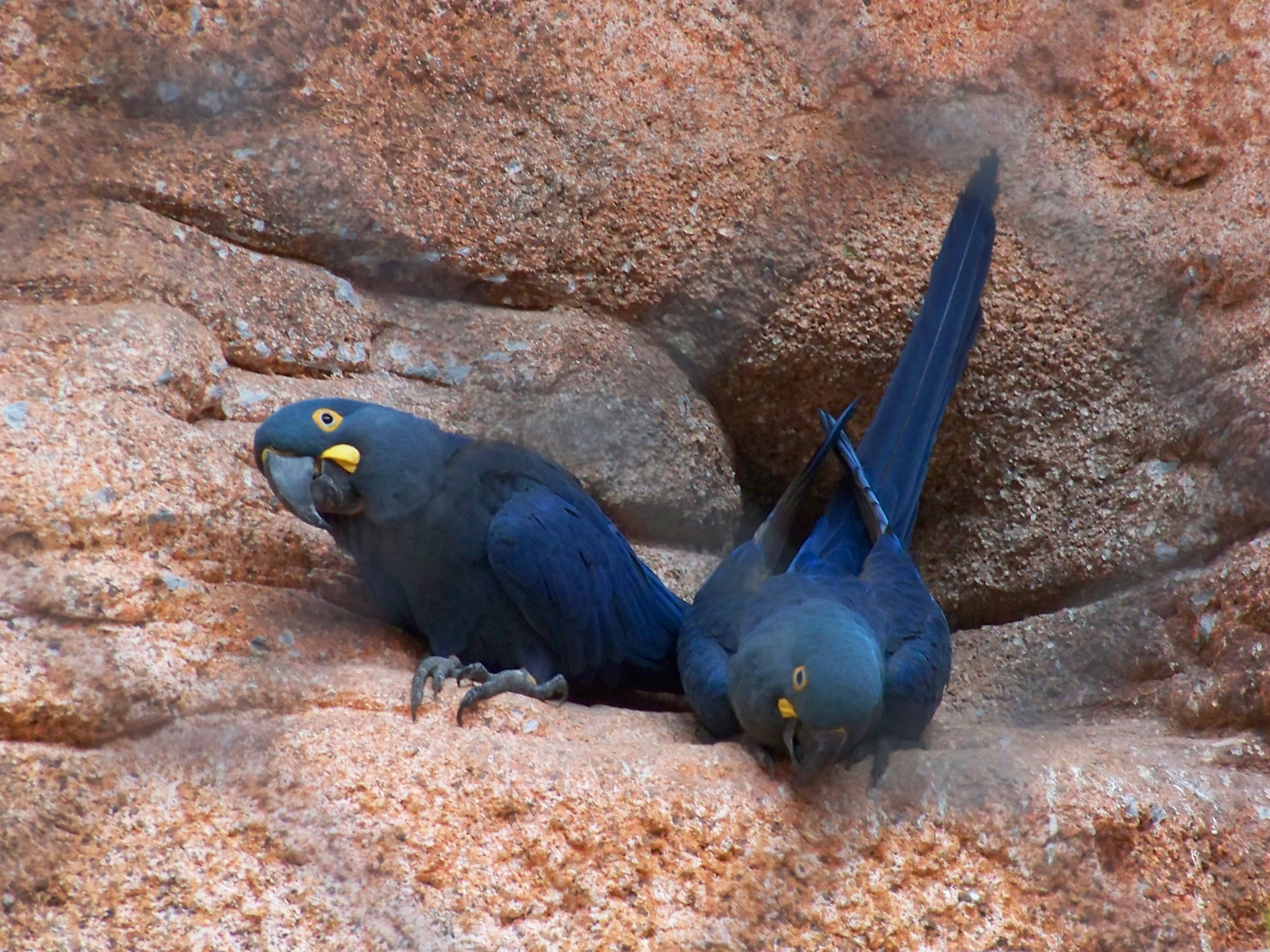
A Arara-azul-de-lear é uma espécie endêmica do Brasil ameaçada de extinção

A rica vida selvagem do Brasil reflete a variedade de habitats naturais, de forma que o território brasileiro abranja uma das maiores diversidades de espécies em todo o mundo. Em 2008, uma em cada onze espécies de mamíferos conhecidas na Terra era registrada no Brasil, que contava naquele ano com um total de 522 espécies mamíferas; além de uma em cada seis espécies de aves, com um total de 1 622 espécies registradas no país; uma em cada quinze espécies de répteis, sendo 468 espécies registradas; e uma em cada oito espécies de anfíbios, com 516 espécies registradas. O endemismo também é uma característica notável na fauna brasileira, com registros de 68 espécies endêmicas de mamíferos, 191 espécies endêmicas de aves, 172 espécies endêmicas de répteis e 294 espécies endêmicas de anfíbios. Em contrapartida, no ano de 2014, 1 173 espécies foram apontadas como ameaçadas de extinção, estado de conservação o qual está relacionado, na maior parte dos casos, à ação humana de destruição dos habitats para ceder espaço à pecuária e à expansão urbana.
A fauna da Floresta Amazônica tem a maior riqueza e diversidade do Brasil. Dentre os macacos são destacados os saís, os macacos-de-cheiro, os barrigudos, os guaribas e os saguis. São também bastante numerosos os cachorros-do-mato, quatis, furões, jaguatiricas e preguiças. O peixe-boi, o boto-branco e o tucuxi são animais de exclusividade dessa região. O jacamim, o pavãozinho-do-pará, a arara-vermelha, o pavão-do-mato são aves típicas da Amazônia, enquanto que dentre os ofídios é importante mencionar, por serem grandes, as jiboias e as sucuris. Dentre os peixes da Amazônia são salientados o pirarucu, as raias, tucunaré, poraquê e o baiacu. São encontrados também jacarés, tartarugas e o surubim (este em abundância ao sul da Amazônia). A fauna pantaneira também se destaca quanto à diversidade de espécies animais, sendo o bioma considerado como um dos maiores centros de reprodução das Américas. Aves como o jaburu, a garça, a arara-azul-grande e o biguá; mamíferos como a onça-pintada, o cervo-do-pantanal e o lobo-guará; répteis como a sucuri; e peixes como a piramboia, o dourado e o lambari representam algumas das espécies típicas do ambiente pantaneiro.

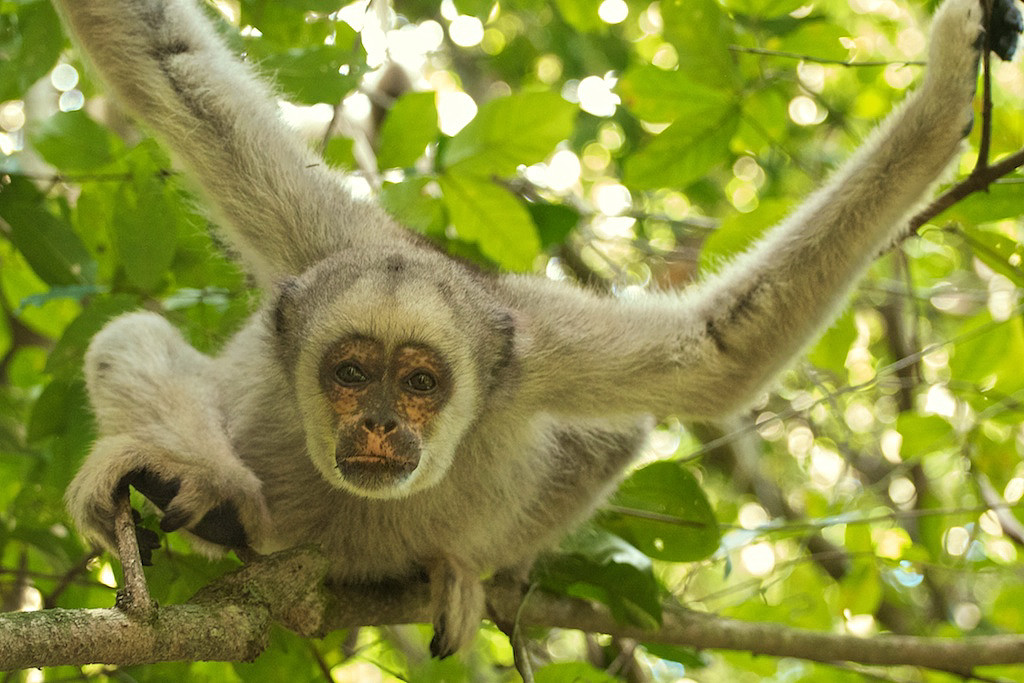
O muriqui-do-norte é um primata endêmico do Brasil e considerado criticamente em perigo

Nas áreas de cerrado e da caatinga, a fauna tem menor riqueza do que na Floresta Amazônica. Os tatus são frequentes, merecendo destaque o canastra e o peba. Dentre os lagartos, são salientados o senembi ou iguana. Os ofídios são em grande número, merecendo destaque a jararaca e o surucucu-pico-de-jaca. Na fauna da Mata Atlântica, por sua vez, os mamíferos representativos são, de um lado, os marsupiais, destacando-se os gambás e as cuícas, e, por outro lado, os macacos, dentre os quais são destacados o macaco-aranha (o maior da América do Sul) e o guariba. O mico-leão-dourado, espécie endêmica do bioma tropical atlântico ameaçada de extinção que fora historicamente bastante visada pelo tráfico ilegal de animais silvestres, sobressai-se atualmente como um símbolo da conservação da Mata Atlântica brasileira, bem como os muriquis. Os demais animais frequentes nessa área são irara, o cangambá, o serelepe e o tamanduá. Finalmente, na floresta ombrófila mista, as raposas-do-campo e os veados são encontrados em grande abundância. Nessa região, existem mais de 40 espécies de aves que não se encontram no restante do país, cabendo ressaltar o mergulhão e o albatroz, e de vez em quando, o Rio Grande do Sul recebe a chegada do pinguim.